# Liste der Biografien/Kot
Liste der Biografien |
Portal Biografien |
Personensuche
# |
A |
B |
C |
D |
E |
F |
G |
H |
I |
J |
K |
L |
M |
N |
O |
P |
Q |
R |
S |
T |
U |
V |
W |
X |
Y |
Z |
?
 
Ka |
Kb |
Kc |
Kd |
Ke |
Kf |
Kg |
Kh |
Ki |
Kj |
Kl |
Km |
Kn |
Ko |
Kp |
Kr |
Ks |
Kt |
Ku |
Kv |
Kw |
Ky |
Kx |
Kz
 
Koa |
Kob |
Koc |
Kod |
Koe |
Kof |
Kog |
Koh |
Koi |
Koj |
Kok |
Kol |
Kom |
Kon |
Koo |
Kop |
Kor |
Kos |
Kot |
Kou |
Kov |
Kow |
Kox |
Koy |
Koz
Die Liste der Biografien führt alle Personen auf, die in der deutschsprachigen Wikipedia einen Artikel haben. Dieses ist eine Teilliste mit 624 Einträgen von Personen, deren Namen mit den Buchstaben „Kot“ beginnt.

## Kot
- Kot, Jakub (* 1990), polnischer Skispringer
- Kot, Jan (* 1962), polnischer Ordensgeistlicher, römisch-katholischer Bischof von Zé Doca
- Kot, Karol (1946–1968), polnischer Serienmörder
- Kot, Maciej (* 1991), polnischer Skispringer
- Kot, Marzena (* 1973), polnische Handballspielerin
- Kot, Serhat (* 1997), deutsch-türkischer Fußballspieler
- Kot, Serhij (1958–2022), ukrainischer Historiker
- Kot, Stanisław (1885–1975), polnischer Historiker, Politiker und Diplomat
- Kot, Tomasz (* 1977), polnischer Theater- und FilmschauspielerTomasz Kot (* 1977)

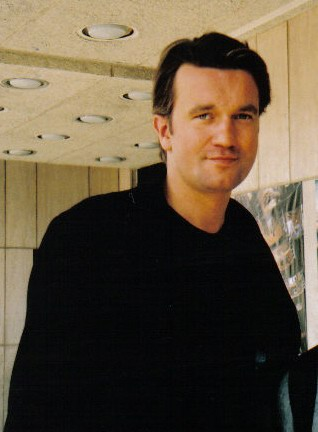
Tomasz Kot (* 1977)

### Kota
- Kota, Kostaq (1889–1949), albanischer Politiker
- Kotaba, Walter (* 1944), polnischer Unternehmer und Millionär
- Kotabe, Yōichi (* 1936), japanischer Animator
- Kotai, Klaus (* 1962), österreichischer Musiker, Plattenlabel- und Clubbetreiber
- Kótai, Mihály (* 1976), ungarischer Boxer
- Kotaini, Mido (* 2002), syrischer Schauspieler
- Kotainy, Jens (* 1994), deutscher Schachspieler
- Kotak, Uday (* 1959), indischer Milliardär und Bankmanager
- Kotake, Sean (* 2006), japanischer Fußballspieler
- Kotal, Eddie (1902–1973), US-amerikanischer American-Football-Spieler
- Kotalawela, John Lionel (1895–1980), sri-lankischer Politiker und Militär
- Kotalík, Aleš (* 1978), tschechischer Eishockeyspieler, -trainer und -funktionär
- Kotalla, Jupp (1908–1979), deutsches SS-Mitglied und KriegsverbrecherJupp Kotalla (1908–1979)

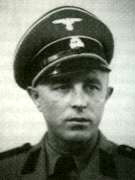
Jupp Kotalla (1908–1979)

- Kotamba Djoliba, Ambroise (1938–2024), togoischer Geistlicher und römisch-katholischer Bischof von Sokodé
- Kotanca, Melih (1915–1986), türkischer Fußballspieler und Leichtathlet
- Kotane, Moses (1905–1978), südafrikanischer Politiker
- Kotani, Hiroki (* 1993), japanischer Fußballspieler
- Kotani, Kengo (* 1992), japanischer Fußballspieler
- Kotani, Kimi (1901–1971), japanische Religionsgründerin
- Kotani, Masao (1906–1993), japanischer theoretischer Physiker
- Kotani, Mikako (* 1966), japanische Synchronschwimmerin
- Kotani, Mitsuru (1945–1990), japanischer Jazzmusiker, Komponist und Arrangeur
- Kotani, Shin’ichi (* 1946), japanischer Mathematiker
- Kotani, Yūki (* 1991), japanischer Fußballspieler
- Kotani, Yukio (* 1931), japanischer Literaturwissenschaftler
- Kotanjian, Tigran (* 1981), armenischer Schachgroßmeister
- Kotanko, Christoph (* 1953), österreichischer Journalist
- Kotāns, Rihards (1956–2010), sowjetischer Bobsportler
- Kotányi, Attila (1924–2003), ungarischer Schriftsteller und Architekt
- Kotar, Matic (* 1997), slowenischer Handballspieler
- Kotarba, Maria (1907–1956), polnische Widerstandskämpferin
- Kotarbiński, Miłosz (1854–1944), polnischer Maler, Literaturkritiker, Dichter, Komponist und Hochschullehrer
- Kotarbiński, Tadeusz (1886–1981), polnischer Philosoph
- Kotarbiński, Wilhelm (1848–1921), polnisch-russischer Maler
- Kotarski, Carmen (* 1949), deutsche Schriftstellerin
- Kotarski, Dominik (* 2000), kroatischer Fußballspieler
- Kotas Hirsch, Helen (1916–2000), US-amerikanische Hornistin
- Kotas, Carsten (* 1962), deutscher Wirtschaftswissenschaftler und Hochschullehrer
- Kotas, Josef (1891–1966), tschechoslowakischer Bergmann und Politiker
- Kotas, Patrik (* 1964), tschechischer Designer und Architekt
- Kotas, Piotr (* 1987), polnischer Biathlet
- Kotaska, Mario (* 1973), deutscher KochMario Kotaska (* 1973)

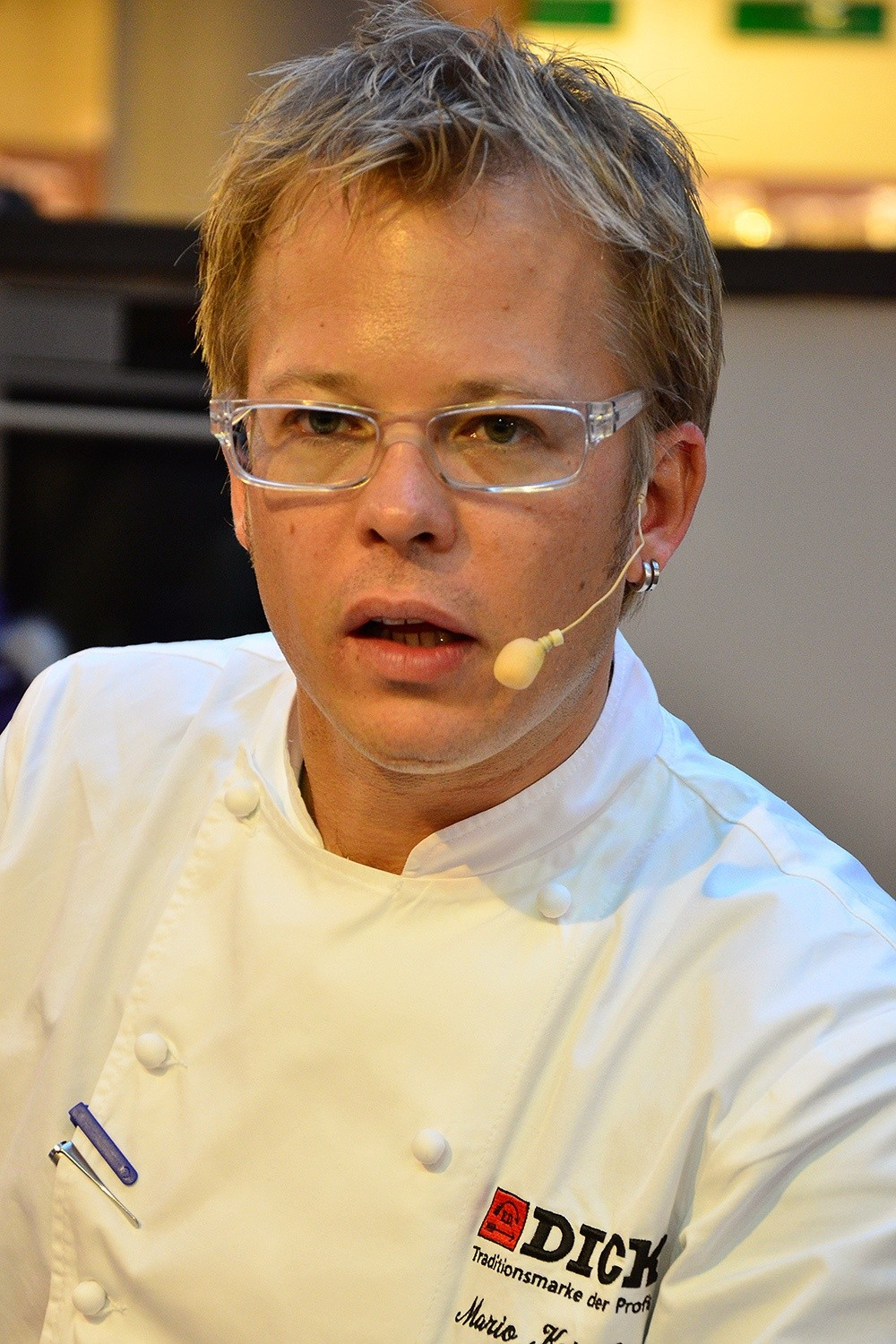
Mario Kotaska (* 1973)

- Kotásková, Michaela (* 1991), österreichische Boxtrainerin und Boxsportlerin
- Kotau, Uladsimir (* 1958), belarussischer Langstreckenläufer

### Kotc
- Kotche, Glenn (* 1970), US-amerikanischer Schlagzeuger und Komponist
- Kotcheff, Ted (1931–2025), kanadisch-bulgarischer Regisseur
- Kotchetow, Alexander (1966–2019), russischer Maler
- Kotchev, Giovanni (* 1999), österreichischer Fußballspieler
- Kotchever, Eva (1891–1943), polnische feministische Schriftstellerin
- Kotchy, Barthélémy (1934–2019), ivorischer Politiker und Autor

### Kote
- Koteas, Elias (* 1961), kanadischer Schauspieler griechischer Herkunft
- Kotegawa, Kōki (* 1989), japanischer Fußballspieler
- Kotegawa, Yua (* 1975), japanische Manga-Zeichnerin
- Kotei, Robert (1935–1979), ghanaischer Hochspringer, Soldat und Politiker
- Kotek, Georg (1889–1977), österreichischer Volksmusikkundler
- Kotek, Iossif Iossifowitsch (1855–1885), russischer Violinist
- Kotek, Joël (* 1958), belgischer Politologe und Historiker
- Kotek, Tina (* 1966), US-amerikanische Politikerin
- Kotek, Vojtěch (* 1988), tschechischer Schauspieler und SynchronsprecherVojtěch Kotek (* 1988)

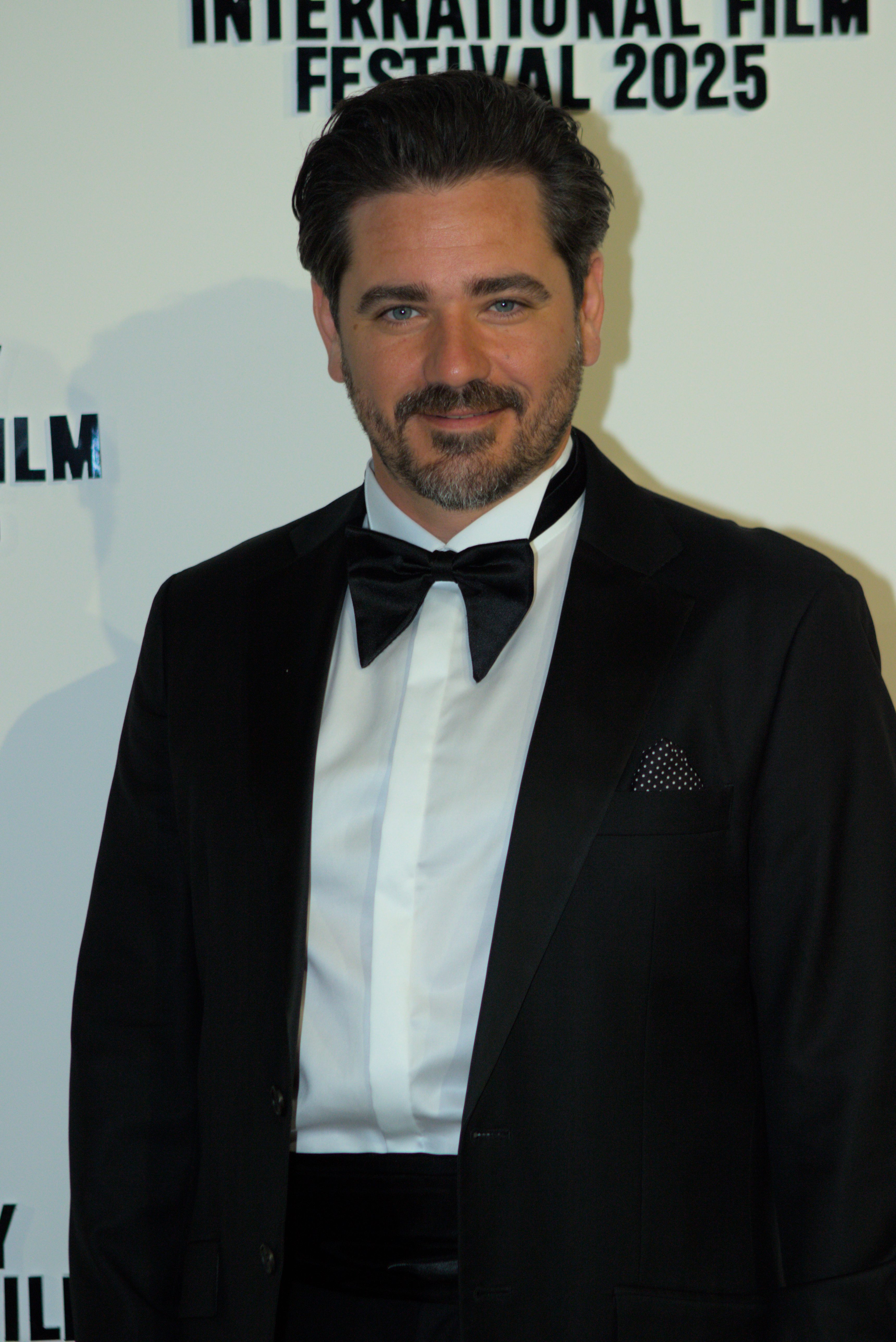
Vojtěch Kotek (* 1988)

- Köteles, Johann (* 1930), österreichischer Gewerkschafter und Politiker (SPÖ), Abgeordneter zum Nationalrat
- Kötelesová, Barbara (* 1996), slowakische Tennisspielerin
- Kotelmann, Ludwig (1839–1908), deutscher Theologe, Lehrer, Augenarzt und Medizinhistoriker
- Kotelnik, Andreas (* 1977), ukrainischer Boxer
- Kotelnikow, Alexander Petrowitsch (1865–1944), russischer Mathematiker
- Kotelnikow, Gleb Jewgenjewitsch (1872–1944), russischer Erfinder
- Kotelnikow, Pjotr Iwanowitsch (1809–1879), russischer Mathematiker und Hochschullehrer
- Kotelnikow, Semjon Kirillowitsch (1723–1806), russischer Astronom, Mathematiker und Hochschullehrer
- Kotelnikow, Wladimir Alexandrowitsch (1908–2005), russischer Mathematiker
- Köten, Eustathius (1655–1728), deutscher evangelisch-lutherischer Geistlicher
- Kotenjow, Anatoli Wladimirowitsch (* 1958), russischer Schauspieler
- Kotenjow, Wladimir Wladimirowitsch (* 1957), russischer Diplomat und Botschafter in Deutschland (2004–2010)
- Kotenko, Artur (* 1981), estnischer Fußballspieler
- Kotenko, Natascha (* 1974), ukrainische Handballspielerin und -trainerin
- Kotenko, Sergei Wladimirowitsch (* 1956), sowjetischer Wasserballspieler
- Kotěra, Jan (1871–1923), tschechischer Architekt, Designer und Grafiker
- Kotera, Kazuki (* 1983), japanischer Fußballspieler
- Kotera, Kumiko (* 1982), französische Astrophysikerin
- Kotera, Yūki (* 1986), japanischer Fußballspieler
- Koterbska, Maria (1924–2021), polnische Sängerin und Schauspielerin
- Kotericzsch, Hans, sächsischer Beamter, Dresdner Ratsherr und Bürgermeister
- Kotero, Apollonia (* 1959), US-amerikanisches Fotomodel, Sängerin und SchauspielerinApollonia Kotero (* 1959)

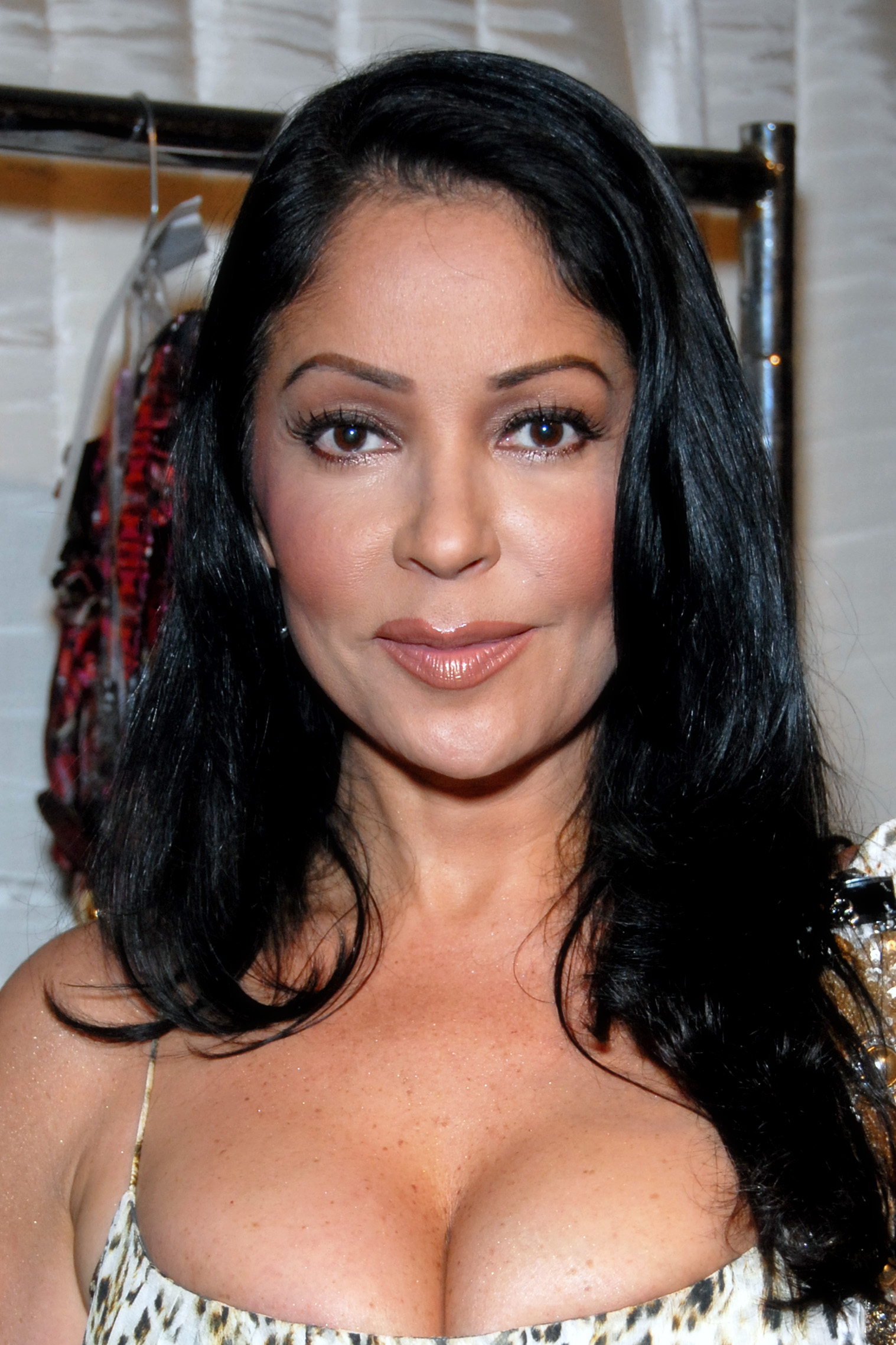
Apollonia Kotero (* 1959)

- Koterski, Marek (* 1942), polnischer Filmregisseur
- Koteschew, Anatoli Alexejewitsch (* 1944), sowjetischer Florettfechter
- Kotevska, Tamara (* 1993), nordmazedonische Filmemacherin
- Kotew, Dimitar (1941–2001), bulgarischer Radrennfahrer
- Kotew, Kiril (* 1982), bulgarischer Fußballspieler
- Kotey, Alfred (1968–2020), ghanaischer Boxer
- Kotey, Amon (1949–2010), ghanaischer Boxer
- Kotey, David (* 1950), ghanaischer Boxer im Federgewicht

### Kotf
- Kotfica, Paulina (* 1986), polnische Triathletin

### Koth
- Köth von Wahnscheid, Johann Eberhard († 1609), Oberamtmann in Königstein
- Köth, Erika (1925–1989), deutsche Opernsängerin (Sopran)Erika Köth (1925–1989)

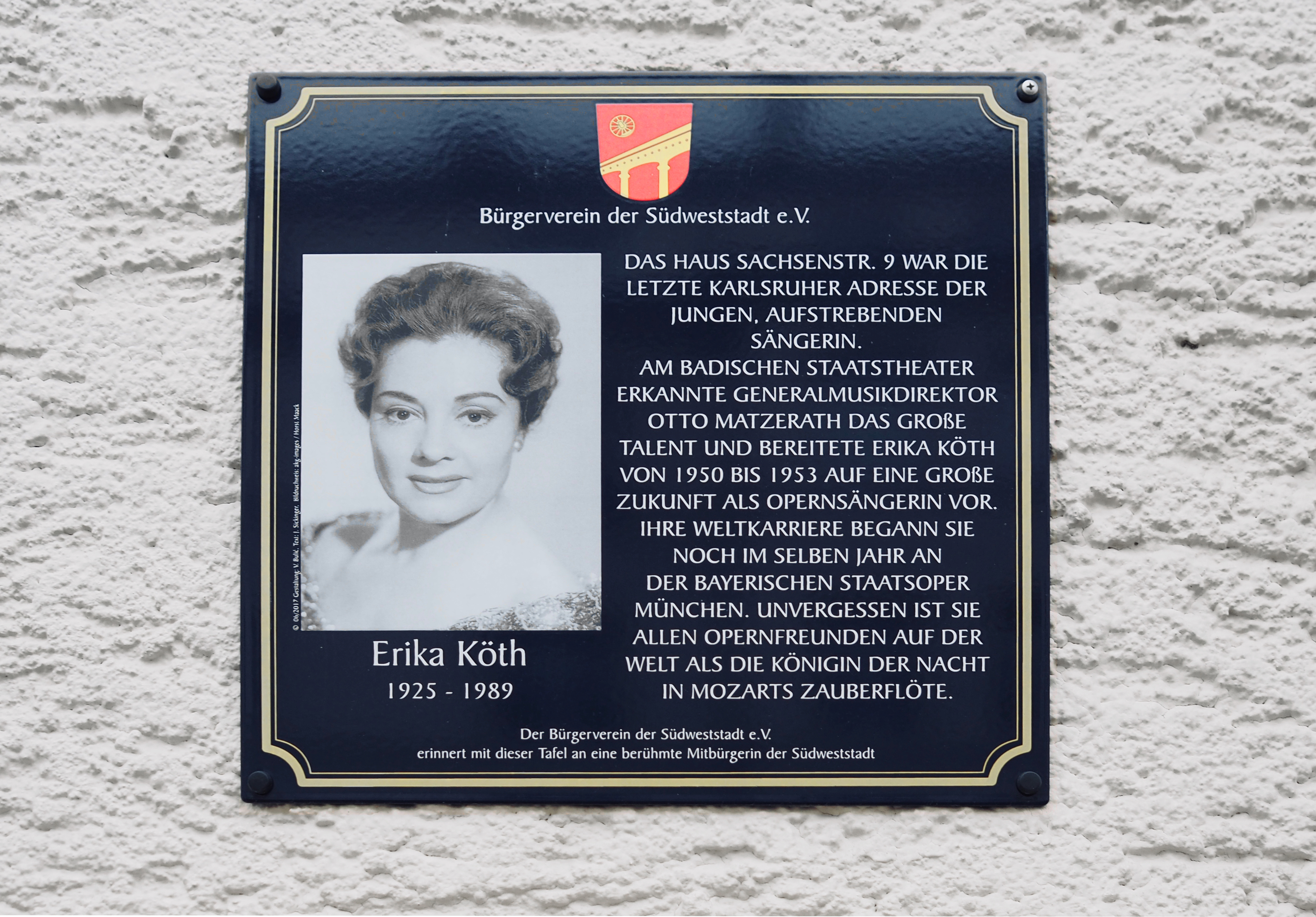
Erika Köth (1925–1989)

- Köth, Lothar (1927–2019), deutscher Ministerialrat und Sparkassendirektor
- Koth, Michael, deutscher Politiker
- Köth, Otto (1904–1981), deutscher Politiker (CDU), MdL
- Koth, Wolfgang (* 1967), deutscher Fußballspieler
- Köth-Wanscheid, Gideon Dael von (1840–1899), Landtagsabgeordneter Großherzogtum Hessen
- Kothari, Rajni (1928–2015), indischer Politologe und Sozialwissenschaftler
- Kothbauer, Sophie (* 2003), österreichische Skispringerin
- Köthe, Andree (* 1964), deutscher Koch
- Kothe, Bernhard (1821–1897), deutscher Komponist, Kirchenmusiker, Musikhistoriker und -pädagoge
- Köthe, Carsten (* 1962), deutscher Hörfunkmoderator
- Kothe, Dietrich (* 1938), deutscher Autor und Bildhauer
- Kothe, Erich (1883–1962), deutscher Maschinenbauingenieur
- Kothe, Erika (* 1960), deutsche Mikrobiologin und Hochschullehrerin
- Köthe, Fritz (1916–2005), deutscher Maler und Grafiker
- Köthe, Gerd (1943–2014), deutscher Musikproduzent und Liedschreiber
- Köthe, Gottfried (1905–1989), österreichischer Mathematiker
- Köthe, Jan (* 1965), deutscher Edelstahlbildhauer, Aktions- und Installationskünstler
- Kothé, Jermaine Kokoú (* 2005), deutsches Model
- Kothe, Karl (1913–1965), deutscher Maler, Bildhauer und Grafiker
- Kothe, Norbert (* 1952), deutscher Ruderer
- Kothe, Peter (1939–2015), deutscher Bühnenbildner und Buchillustrator
- Köthe, Rainer (* 1948), deutscher Journalist und Autor
- Kothe, Richard (1863–1925), deutscher Chemiker
- Kothe, Robert (1869–1947), deutscher Rechtsanwalt, Komponist, Dichter, Geigenspieler, Schauspieler, Sänger
- Köthe, Sebastian (* 1988), deutscher Drehbuchautor, Kulturwissenschaftler und Publizist
- Kothe, Werner (1919–2010), deutscher Chirurg und Hochschullehrer
- Kothe, Winfried (* 1939), deutscher Politiker (CDU), MdL Thüringen
- Kothen, Hans vom (1894–1969), deutscher Politiker (NSDAP)
- Köthenbürger, Bernhard (* 1870), deutscher Unternehmer und Politiker (Zentrum), MdL
- Kothenschulte, Daniel (* 1967), deutscher Filmkritiker und Filmhistoriker
- Kother, Dominik (* 2000), deutscher FußballspielerDominik Kother (* 2000)

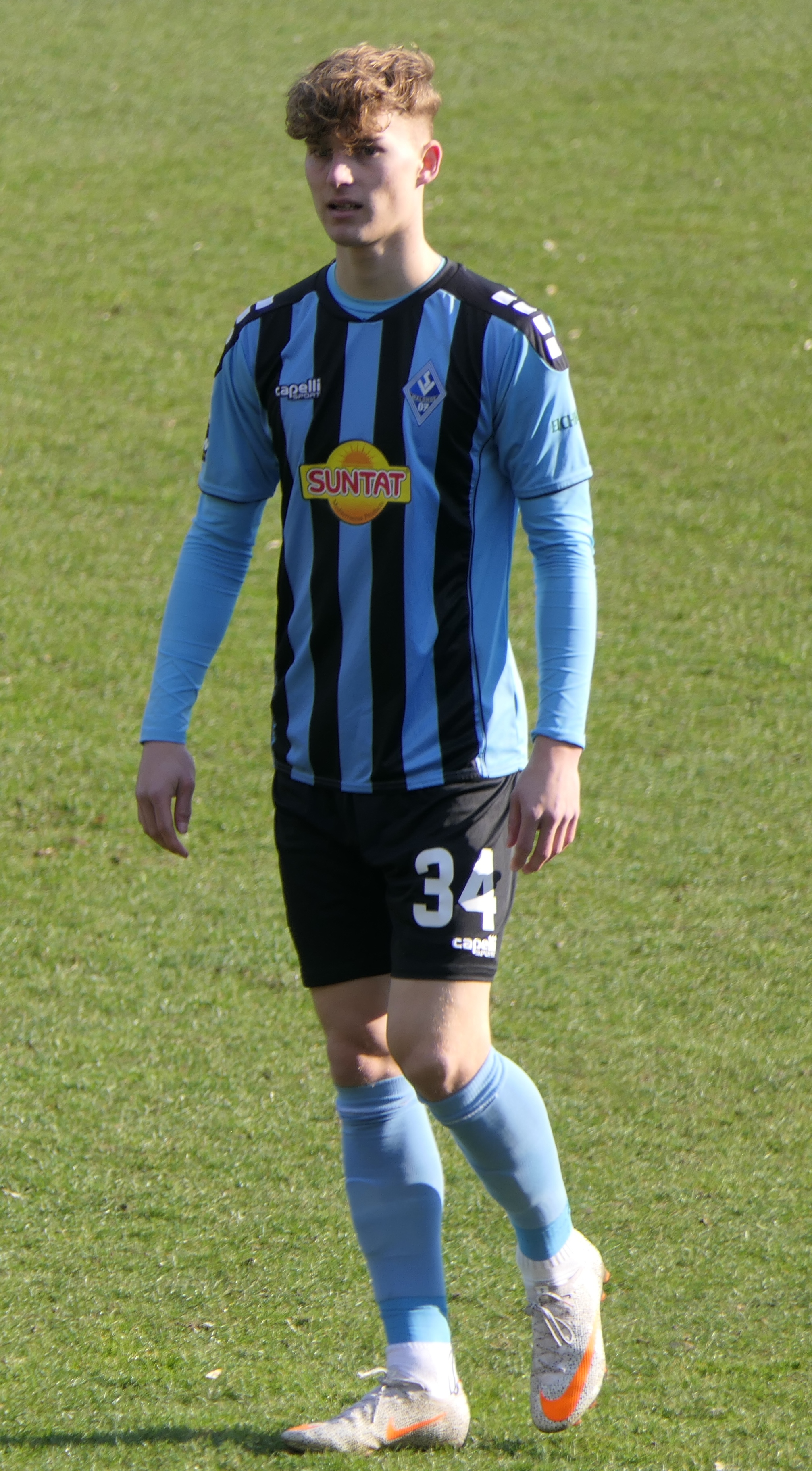
Dominik Kother (* 2000)

- Köther, Karl (1899–1967), deutscher Sänger (Bassbariton), Regisseur und Intendant
- Köther, Karl (1905–1986), deutscher Bahnradsportler
- Köther, Karl (* 1942), deutscher Radrennfahrer
- Kother, Paul (1878–1963), deutscher Maler
- Köther, Tim (* 2001), deutscher Fußballspieler
- Kothgasser, Alois (1937–2024), österreichischer Geistlicher, emeritierter Erzbischof von Salzburg, emeritierter Großprior des vom Heiligen Grab zu Jerusalem in Österreich
- Kothgasser, Anton (1769–1851), österreichischer Glas- und Porzellanmaler
- Kothmann, Thomas (1965–2022), evangelischer Theologe
- Köthner, Max (1870–1933), deutscher Konteradmiral der Kaiserlichen Marine
- Köthner, Paul (1870–1932), deutscher Chemiker und antisemitischer Schriftsteller
- Kothny, Erwin (1907–1991), deutscher Landrat und Botschafter
- Kothny, Wiradech (* 1979), thailändisch-deutscher Fechter

### Koti
- Koti, Rigmor Elianne (* 1966), norwegische Diplomatin
- Kotichina, Irina Wiktorowna (* 1980), russische Tischtennisspielerin
- Kotick, Robert (* 1963), US-amerikanischer Manager und UnternehmerRobert Kotick (* 1963)

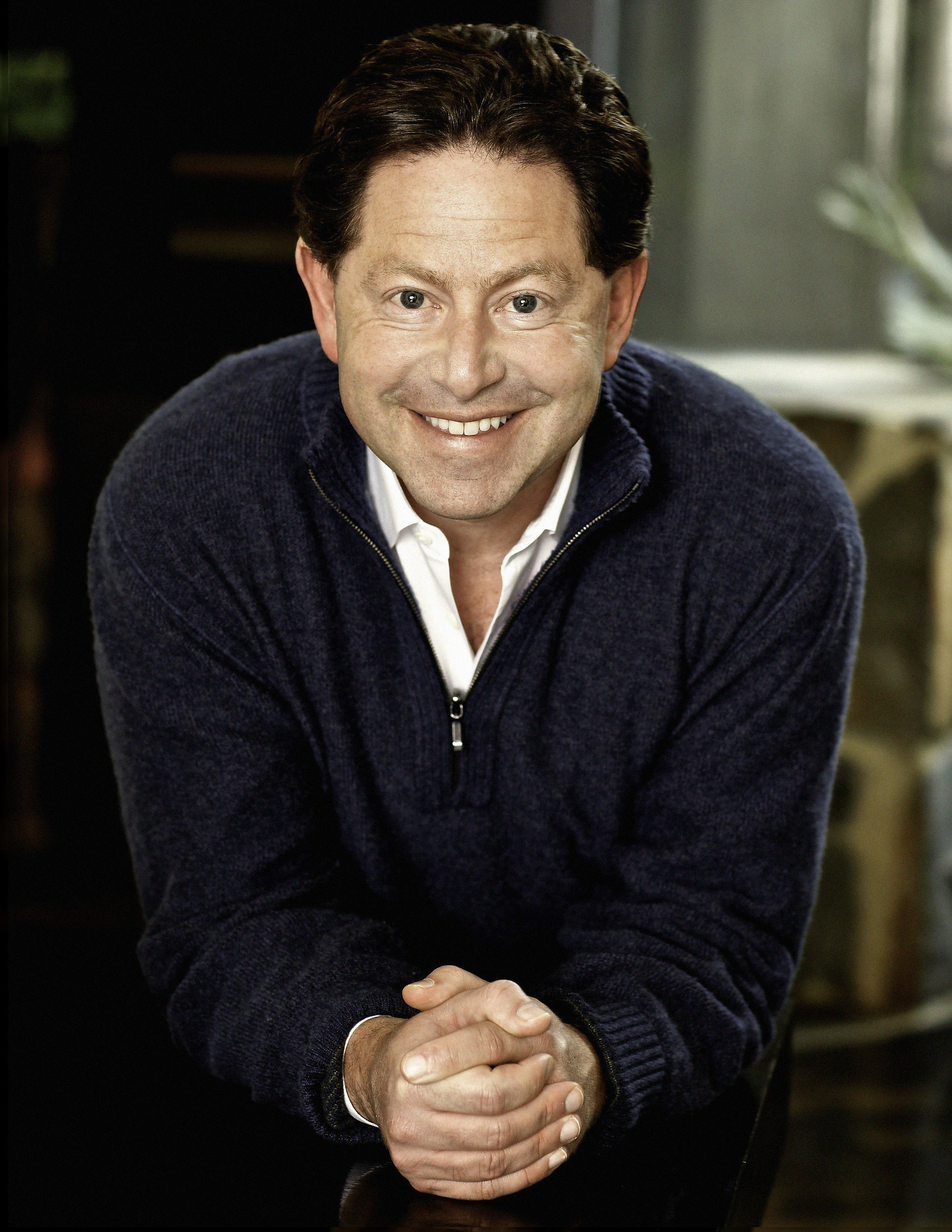
Robert Kotick (* 1963)

- Kotick, Teddy (1928–1986), US-amerikanischer Jazzbassist
- Kotijew, Achmed Jakubowitsch (* 1968), russischer Boxer
- Kotík, Jan (1916–2002), tschechischer Maler
- Kotik, Kirill Andrejewitsch (* 1998), russischer Skispringer
- Kotík, Petr (* 1942), tschechischer Komponist
- Kotikow, Alexander Georgijewitsch (1902–1981), sowjetischer General
- Kotikumpu, Ville (* 1972), finnischer Biathlet
- Kotil, Temel (* 1959), türkischer Luftfahrtmanager
- Kotila, Paavo (1927–2014), finnischer Langstreckenläufer
- Kotin, Josef Jakowlewitsch (1908–1979), russischer Konstrukteur
- Kotin, Nikita Andrejewitsch (* 2002), russischer Fußballspieler
- Kotin, Wladimir Grigorjewitsch (* 1962), sowjetischer Eiskunstläufer
- Kotipelto, Timo (* 1969), finnischer Heavy-Metal-SängerTimo Kotipelto (* 1969)

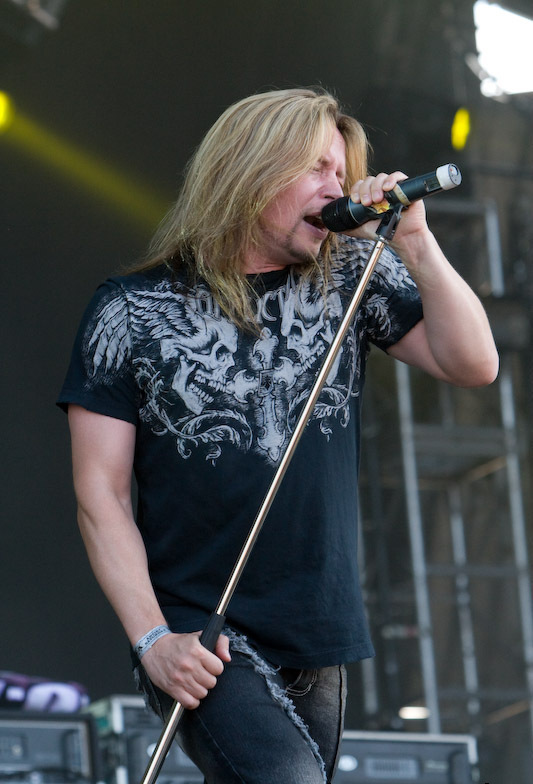
Timo Kotipelto (* 1969)

- Kotitsas, Christos (* 1996), griechischer Leichtathlet

### Kotj
- Kotjakow, Anton Olegowitsch (* 1980), russischer Politiker, Arbeitsminister
- Kotjipati, Veweziwa (* 1992), namibische Fußballspielerin
- Kotjuh, Igor (* 1978), estnisch-russischer Schriftsteller
- Kotjukow, Michail Michailowitsch (* 1976), russischer Politiker

### Kotk
- Kotkaniemi, Jesperi (* 2000), finnischer Eishockeyspieler
- Kotkas, Johannes (1915–1998), estnischer bzw. sowjetischer Ringer
- Kotkas, Kalevi (1913–1983), finnischer Leichtathlet
- Kotkin, Stephen (* 1959), US-amerikanischer Historiker und Autor
- Kotková, Lenka (* 1973), tschechische Astronomin
- Kotková, Olga (* 1967), tschechische Kunsthistoriker
- Kotkowska, Bożena (* 1964), polnische Politikerin, Mitglied des Sejm und Gewerkschaftsfunktionärin
- Kotku, Mehmed Zahid (1897–1980), türkischer islamischer (sunnitischer) Religionsgelehrter

### Kotl
- Kotlaba, František (1927–2020), tschechischer Botaniker und Mykologe
- Kotlarek, Gene (1940–2017), US-amerikanischer Skispringer
- Kotleba, Marian (* 1977), slowakischer neonazistischer Politiker
- Kotler, Philip (* 1931), US-amerikanischer Management- und MarketingforscherPhilip Kotler (* 1931)

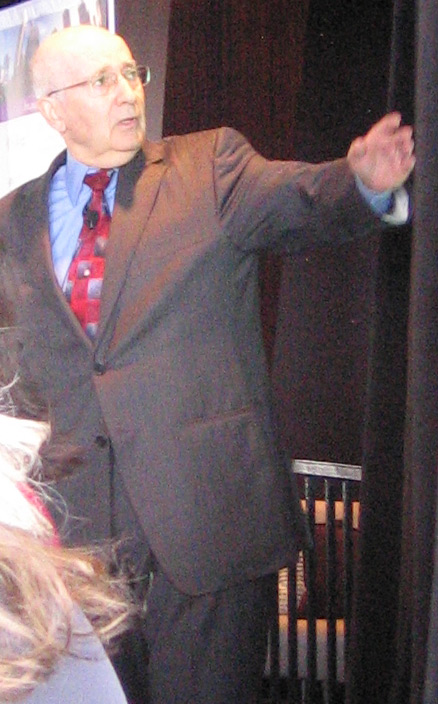
Philip Kotler (* 1931)

- Kotli, Alar (1904–1963), estnischer Architekt
- Kotliar, Gabriel (* 1957), US-amerikanischer Physiker
- Kotliński, Janusz (* 1946), polnischer Bahnradsportler
- Kotliński, Roman (* 1967), polnischer Politiker (Ruch Palikota), Mitglied des Sejm
- Kotljakow, Wladimir Michailowitsch (* 1931), russischer Geograph und Glaziologe
- Kotljar, Jelysaweta (* 2007), ukrainische Tennisspielerin
- Kotljarewski, Sergei Andrejewitsch (1873–1939), russischer Historiker, Autor, Jurist und Politiker
- Kotljarewskyj, Iwan (1769–1838), ukrainischer Dichter
- Kotljarowa, Nadeschda Leonidowna (* 1989), russische Sprinterin
- Kotljarowa, Olga Iwanowna (* 1976), russische Kurz- und Mittelstreckenläuferin
- Kotlorz, Michał (* 1987), polnischer Eishockeyspieler
- Kotlowski, Dieter (* 1957), österreichischer Fechter
- Kotlušek, Nada (* 1934), jugoslawische Kugelstoßerin und Diskuswerferin
- Kotlyarova, Aleksandra (* 1988), usbekische Leichtathletin

### Kotn
- Kotnik, Andrej (* 1995), slowenischer Fußballspieler
- Kotnik, Gloria (* 1989), slowenische Snowboarderin
- Kotnik, Tjaša (* 1992), slowenische Beachvolleyball- und Volleyballspielerin
- Kotnis, Dwarkanath (1910–1942), indischer Arzt, Widerständler gegen die japanische Invasion in China
- Kotnowska, Jadwiga (* 1957), polnische Flötistin

### Koto
- Koto, Hikaru (* 1985), japanische Pornodarstellerin (AV Idol), Model und Sängerin
- Kotobuki, Minako (* 1991), japanische Synchronsprecherin (Seiyū) und Sängerin
- Kotok, Alan (1941–2006), US-amerikanischer Informatiker
- Kotoka, Emmanuel (1926–1967), ghanaischer Militärführer und Mitglied der Militärjunta in Ghana 1966
- Kotoko (* 1980), japanische Sängerin
- Kōtoku (596–654), 36. Tennō von Japan (645–654)
- Kōtoku, Shūsui (1871–1911), japanischer Anarchist
- Kotomitsuki, Keiji (* 1976), japanischer Sumōringer
- Kotone, Ranmaru, japanische Mangaka
- Kotonowaka, Terumasa (* 1968), japanischer Sumōringer
- Kotoński, Włodzimierz (1925–2014), polnischer Komponist
- Kotoōshū, Katsunori (* 1983), bulgarischer SumōringerKotoōshū Katsunori (* 1983)

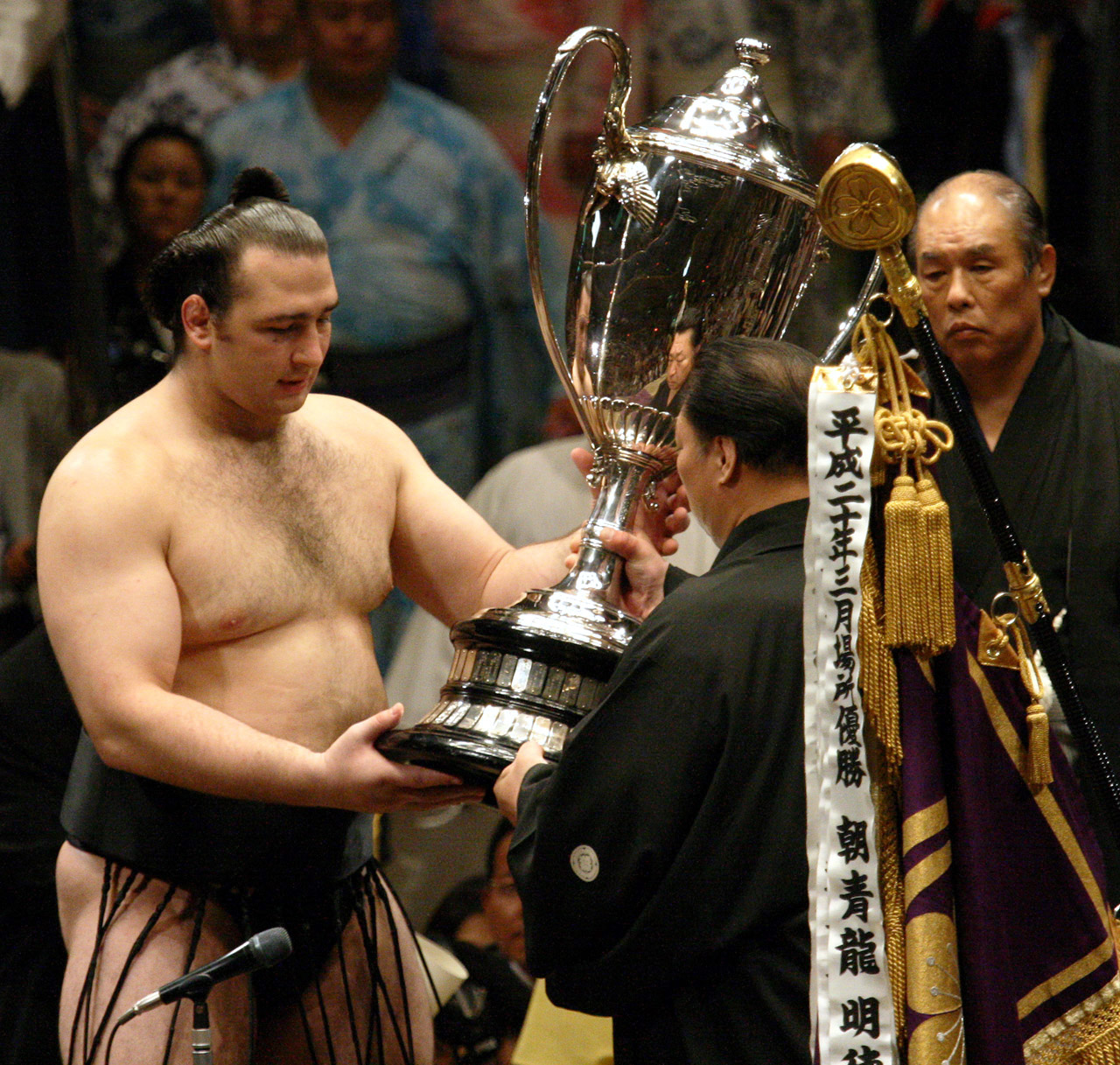
Kotoōshū Katsunori (* 1983)

- Kotorida, Takako (* 1977), japanische Langstreckenläuferin
- Kotormány, Rudolf (1911–1983), rumänischer Fußballspieler
- Kotorova, Elizaveta (* 1954), russische Linguistin
- Kotorowski, Krzysztof (* 1976), polnischer Fußballspieler
- Kotorowytsch, Bohodar (1941–2009), ukrainischer Violinist
- Kotoshōgiku, Kazuhiro (* 1984), japanischer Sumoringer
- Kotoun, Willy (* 1953), Schweizer Perkussionist
- Kotow, Alexander Alexandrowitsch (1913–1981), russischer Schachspieler und -autor
- Kotow, Grigori Iwanowitsch (1859–1942), russischer und sowjetischer Architekt, Architekturhistoriker und Hochschullehrer
- Kotow, Oleg Walerjewitsch (* 1965), russischer Kosmonaut
- Kotow, Pawel Wjatscheslawowitsch (* 1998), russischer Tennisspieler
- Kotow, Waleri (* 1939), sowjetischer Eisschnellläufer
- Kotowa, Jelena Wiktorowna (* 1954), russische Ökonomin, Politikerin, Schriftstellerin und Publizistin
- Kotowa, Oxana (* 1974), kasachische Skilangläuferin
- Kotowa, Tatjana Nikolajewna (* 1985), russische Schönheitskönigin und Sängerin
- Kotowa, Tatjana Wladimirowna (* 1976), russische Weitspringerin
- Kotowicz, Grzegorz (* 1973), polnischer Kanute
- Kotowitsch, Rosalija Iwanowna (1913–2001), sowjetische bzw. russische Schauspielerin
- Kotowska, Alicja Jadwiga (1899–1939), polnische Ordensschwester und Seliggesprochene
- Kotowska, Katarzyna (* 1956), polnische Schriftstellerin, Illustratorin und Architektin
- Kotowska, Monika (1942–2012), polnische Schriftstellerin und Drehbuchautorin
- Kotowskaja, Adilja Rawgatowna (1927–2020), sowjetische bzw. russische Physiologin
- Kotowski, Adam (1626–1693), Mundschenk des polnischen Königs Johann III. Sobieski
- Kotowski, Albert Stefan (* 1949), deutsch-polnischer Historiker
- Kotowski, Alfons (1899–1944), Major der Polnischen Heimatarmee (Armia Krajowa)
- Kotowski, Bolesław (1908–1996), polnischer Exilpolitiker
- Kotowski, Damazy (1861–1943), polnischer Maler
- Kotowski, Dan (* 1967), US-amerikanischer Politiker
- Kotowski, Edward (1941–2021), polnischer Kunsthistoriker, Resident der Volksrepublik Polen im Vatikan
- Kotowski, Elke-Vera (* 1961), deutsche Sozialwissenschaftlerin
- Kotowski, Georg (1920–1999), deutscher Politiker (CDU), MdB, MdA
- Kotowski, Grigori Iwanowitsch (1881–1925), Oberbefehlshaber der Roten Armee
- Kotowski, Henry (1944–2019), deutscher Rockmusiker
- Kotowski, Janusz (* 1966), polnischer Politiker und Stadtpräsident der Stadt Ostrołęka
- Kotowski, Jerzy (1925–1979), polnischer Kameramann und Regisseur von Animationsfilmen
- Kotowski, Konrad (1940–2008), deutscher Kameramann
- Kotowski, Krzysztof (* 1966), polnischer Schriftsteller
- Kotowski, Włodzimierz (* 1928), polnischer Hochschullehrer und Ingenieur
- Kotowskyj, Dmytro (* 2001), ukrainischer Freestyle-Skisportler
- Kotowytsch, Oleksandr (* 1961), russischer Hochspringer
- Kotozakura Masakatsu (1940–2007), japanischer Sumōringer und 53. Yokozuna

### Kotr
- Kotra, Mateusz (* 1990), polnischer Squashspieler
- Kotraba, Pavel (* 1970), slowakischer Biathlet
- Kotratschek, Karl (1914–1941), österreichischer Leichtathlet
- Kotrba, Emil (1912–1983), tschechischer Künstler
- Kotrba, Jiří (* 1958), tschechischer Fußballspieler und Fußballtrainer
- Kotrba, Karel, tschechoslowakischer Eishockeyspieler, olympischer Bronzemedaillengewinner 1920
- Kotrba, Miltiades (1891–1985), sudetendeutscher Jurist, Lokalpolitiker und Industrieller
- Kotrč, Jan (1862–1943), tschechischer Schachspieler, Schachkomponist und Publizist
- Kotrč, Milan (* 1988), tschechischer Handballspieler
- Kotré, Lena (* 1987), deutsche Politikerin (AfD), MdL
- Kotré, Steffen (* 1971), deutscher Politiker (AfD), MdBSteffen Kotré (* 1971)

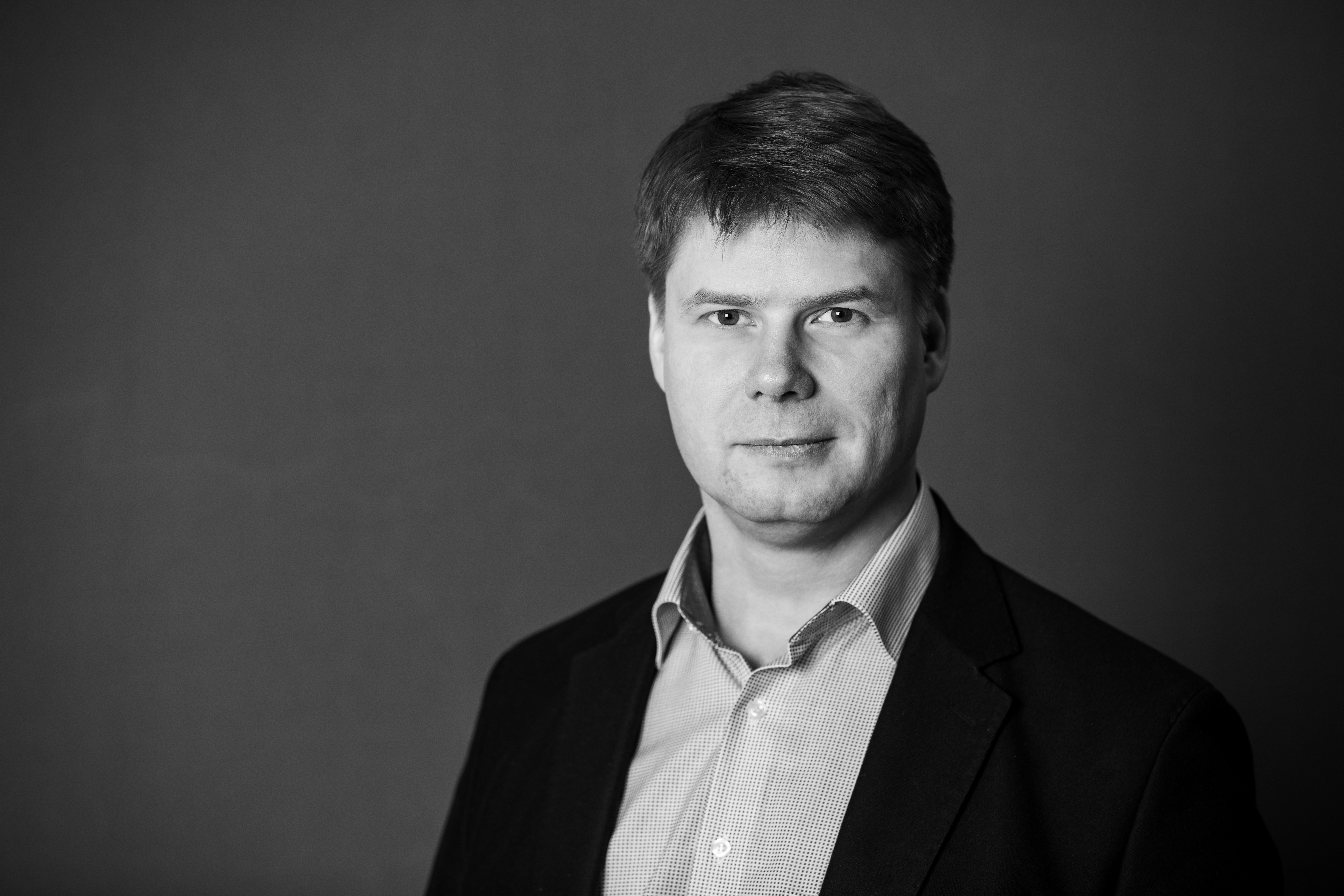
Steffen Kotré (* 1971)

- Kotrha, Ľubomír (* 1950), slowakischer Cartoonist
- Kotromanić, Stjepan II. (1292–1353), erster bosnischer Herrscher, der eigene Münzen prägte
- Kotromanović, Ante (* 1968), kroatischer Politiker
- Kotronias, Vasilios (* 1964), griechischer Schachgroßmeister
- Kotrri, Uliks (* 1975), albanischer Fußballspieler
- Kotrschal, Kurt (* 1953), österreichischer Biologe, Zoologe, Verhaltensforscher, Autor

### Kots
- Kotsachili, Isavella (* 1997), griechische Leichtathletin
- Kotsakis, Frixos (* 1999), griechischer Volleyballspieler
- Kotsar, Kustas (1872–1942), estnischer Schriftsteller und Publizist
- Kotsar, Maik (* 1996), estnischer Basketballspieler
- Kotsaris, Konstantinos (* 1996), griechischer Fußballtorhüter
- Kotsch, Alfred von (1863–1935), sächsischer Generalleutnant
- Kotsch, Bernhard (* 1969), deutscher Verwaltungsbeamter und Botschafter
- Kotsch, Horst (1951–2020), deutscher Fußballspieler und -trainer
- Kotsch, Katja (* 1969), deutsche Immunologin
- Kotsch, Michael (* 1965), deutscher evangelikaler Dozent und Autor
- Kotsch, Theodor (1818–1884), deutscher Maler
- Kotschanowski, Stanislaw Alexandrowitsch (* 1981), russischer Dirigent und Organist
- Kotschar, Geworg (1901–1973), sowjetisch-armenischer Architekt
- Kotschar, Jerwand (1899–1979), armenischer Maler und Bildhauer
- Kotscharjan, Ljussi, armenische Journalistin und Rundfunkmoderatorin
- Kotscharjan, Robert (* 1954), armenischer Politiker, Präsident ArmeniensRobert Kotscharjan (* 1954)

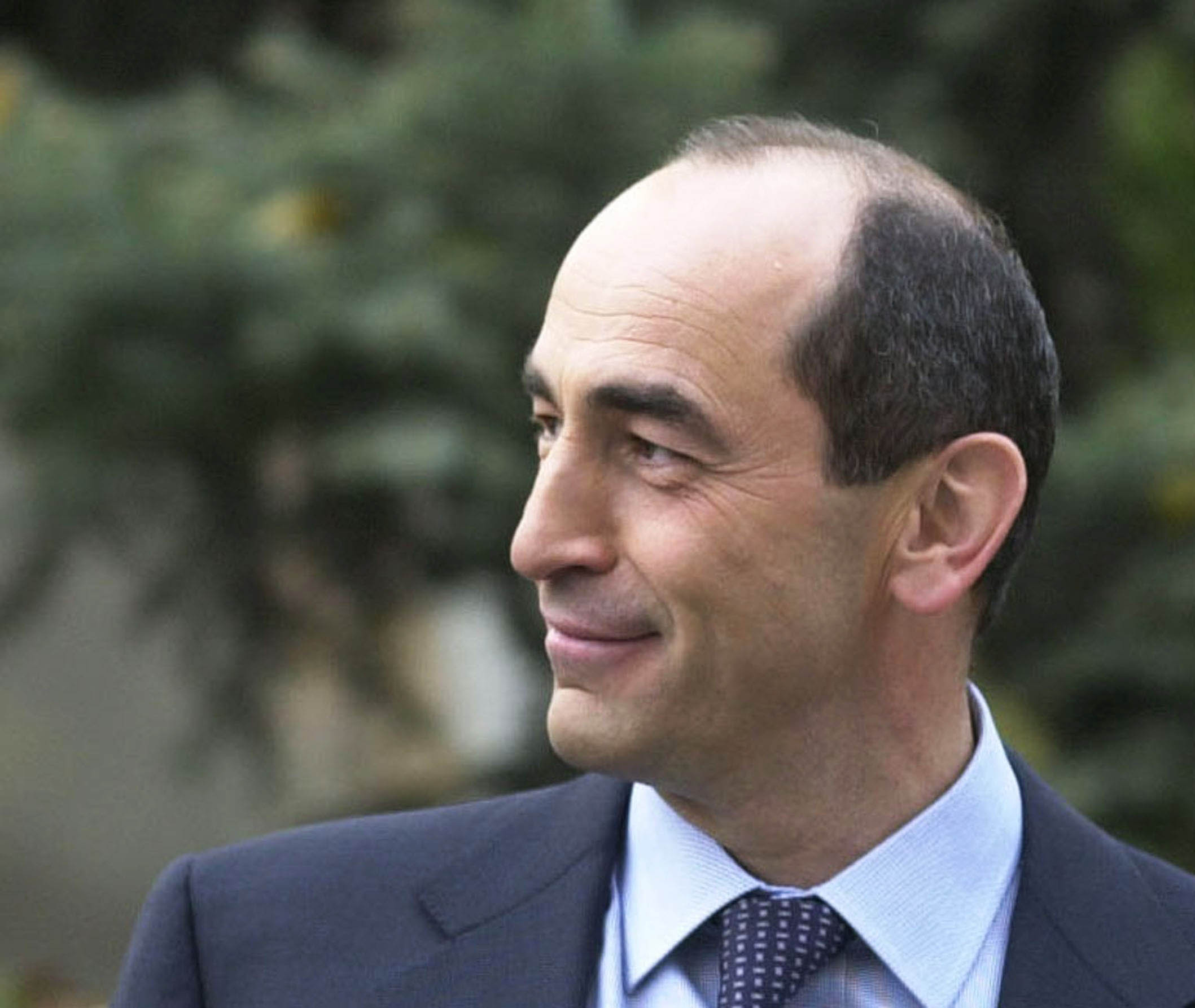
Robert Kotscharjan (* 1954)

- Kotscharjanz, Samwel Grigorjewitsch (1909–1993), armenisch-russischer Elektrotechniker und Kernwaffentechniker
- Kötschau, Gabriele (* 1950), deutsche Politikerin (SPD), MdL
- Kötschau, Georg (1889–1976), deutscher Maler und Grafiker
- Kötschau, Karl (1892–1982), deutscher Arzt, Homöopath und Naturheilkunde-Propagandist
- Kotschedamow, Wiktor Iljitsch (1912–1971), sowjetischer Architekt, Historiker und Hochschullehrer
- Kotschemassow, Wjatscheslaw Iwanowitsch (1918–1998), sowjetischer Botschafter in der DDR
- Kotschenkow, Anton Alexandrowitsch (* 1987), russischer Fußballspieler
- Kotschenreiter, Hugo (1854–1908), deutscher Genremaler und Illustrator
- Kotschenreuther, Egid (1902–1968), deutscher Politiker (BP), MdL Bayern
- Kötscher, Edmund (1909–1990), deutscher Musiker, Komponist und Bandleader
- Kotscher, Semjon Borissowitsch (* 1951), sowjetischer Leichtathlet
- Kötscher, Siegfried (1886–1954), deutscher Maler und Graphiker, ein Weimarer Stadtoriginal
- Kotscherga, Anatoli (* 1947), ukrainischer Opernsänger
- Kotschergin, Iwan Wassiljewitsch (1935–2015), sowjetischer Ringer
- Kotschergin, Nikolai Michailowitsch (1897–1974), sowjetischer Grafiker und Buchillustrator
- Kotscherhin, Serhij (* 1953), ukrainischer Handballspieler und -schiedsrichter
- Kotscherhyna, Tatjana (* 1956), ukrainische Handballspielerin und -funktionärin
- Kotscherigin, Sergei Alexandrowitsch (1893–1958), sowjetischer Flugzeugkonstrukteur
- Kotscheschkow, Jewgeni Nikolajewitsch (1953–2001), sowjetischer und russischer Offizier
- Kotscheschkow, Xenofont Alexandrowitsch (1894–1978), sowjetischer Chemiker
- Kotschetkow, Denis Jewgenjewitsch (* 1980), russischer Eishockeyspieler
- Kotschetkow, Nikolai Konstantinowitsch (1915–2005), russischer Chemiker und Hochschullehrer
- Kotschetkow, Pawel Sergejewitsch (* 1986), russischer Straßenradrennfahrer
- Kotschetow, Nikolai Rasumnikowitsch (1864–1925), russischer Komponist
- Kotschetow, Wsewolod Anissimowitsch (1912–1973), russischer Schriftsteller und Kultur-Funktionär
- Kotschetowa, Anna Alexandrowna (* 1987), russische Handballspielerin
- Kotschetowa, Ljubow Kusminitschna (1929–2010), sowjetische Radrennfahrerin
- Kotschew, Krassimir (* 1974), bulgarischer Ringer
- Kotschi, Michael (* 1974), deutscher Kameramann
- Kotschi, Thomas (1940–2018), deutscher Romanist und Hochschullehrer
- Kotschick, Dieter (* 1963), deutscher Mathematiker
- Kotschijew, Alexander Wassiljewitsch (* 1956), russischer Schachspieler
- Kotschin, Nikolai Jewgrafowitsch (1901–1944), russischer Mathematiker
- Kotschkanjan, Sergej (* 2003), russischer Fußballspieler
- Kotschkarow, Bachadyr (* 1970), kirgisischer Fußballschiedsrichterassistent
- Kotschkin, Boris Alexandrowitsch (* 1995), russisch-georgischer Eishockeyspieler
- Kotschkin, Dmitri Stepanowitsch (* 1934), sowjetischer Nordischer Kombinierer
- Kotschkin, Michail Wassiljewitsch (* 1979), russischer Biathlet
- Kotschkurkina, Swetlana Iwanowna (* 1940), sowjetisch-russische Prähistorikerin
- Kotschnew, Dimitrij (* 1981), russisch-deutscher Eishockeytorwart
- Kotschnewa, Olga Alexandrowna (* 1988), russische Degenfechterin
- Kotschnig, Walter (1901–1985), US-amerikanischer Politikexperte
- Kotschoraschwili, Giorgi (* 1999), georgischer Fußballspieler
- Kotschová, Daniela (* 1985), slowakische Skilangläuferin
- Kotschubei, Jelisaweta Wassiljewna (1821–1897), russische Komponistin
- Kotschubei, Wiktor Pawlowitsch (1768–1834), russischer Politiker
- Kotschur, Hryhorij (1908–1994), ukrainischer Übersetzer
- Kotschy, Carl Friedrich (1789–1856), österreichischer protestantischer Geistlicher und Botaniker
- Kotschy, Johannes (* 1949), österreichischer Komponist und Theoretiker
- Kotschy, Theodor (1813–1866), österreichischer Botaniker
- Kotschy, Waltraut (* 1944), österreichische Datenschutzexpertin
- Kotšegarov, Kirill (* 1986), estnischer Triathlet
- Kotsenburg, Sage (* 1993), US-amerikanischer Snowboarder
- Kotsidu, Haritini (* 1963), deutsche Klassische Archäologin griechischer Herkunft
- Kotsilianos, Georgios (* 1982), griechischer Volleyball- und Beachvolleyballspieler
- Kotsios, Ilias (* 1977), griechischer Fußballspieler
- Kotsiras, Giannis (* 1969), griechischer Sänger und Komponist
- Kotsiras, Ioannis (* 1992), griechischer Fußballspieler
- Kotsis, Aleksander (1836–1877), polnischer Maler
- Kotsis, Edina (* 1990), ungarische Taekwondoin
- Kotsis, Gabriele (* 1967), österreichische Informatikerin
- Kotsis, Rossi (* 1981), australischer Schauspieler
- Kotsoiev, Zelym (* 1998), aserbaidschanischer Judoka
- Kotsolis, Stefanos (* 1979), griechischer Fußballtorhüter
- Kotsonis, Hieronymos (1905–1988), griechisch-orthodoxer Erzbischof
- Kotsopoulos, Chris (* 1958), kanadischer Eishockeyspieler
- Kotsur, Troy (* 1968), US-amerikanischer Film- und TheaterschauspielerTroy Kotsur (* 1968)

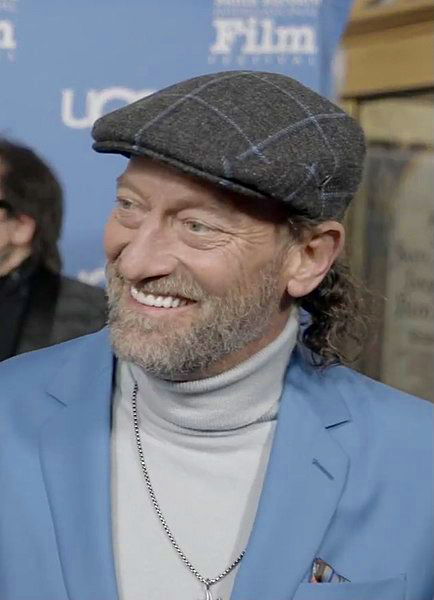
Troy Kotsur (* 1968)

### Kott
- Kott, Alois (* 1950), deutscher Jazz-Bassist
- Kott, Anna (* 1975), polnisch-deutsche Künstlerin
- Kött, Christoph Florentius (1801–1873), Bischof von Fulda
- Kott, Günther (* 1930), deutscher Fußballspieler
- Kott, Jan (1914–2001), polnischer Kritiker und Autor
- Kott, Karl-Heinz (* 1938), deutscher Fußballspieler
- Kött, Mimi (1890–1931), ungarische Sängerin und Schauspielerin
- Kött-Gärtner, Luise (* 1953), deutsche plastische Künstlerin
- Kotta, Felix (1910–1963), estnisch-sowjetischer Schriftsteller, Übersetzer und Kinderbuchautor
- Kotta, Franz (1758–1821), deutscher Künstler, Maler, Bildhauer und Porzellanmodelleur
- Kotta, Jean-Pierre (* 1956), zentralafrikanischer Basketballspieler
- Kottak, James (1962–2024), US-amerikanischer Musiker und Schlagzeuger
- Kottal, Claudia (* 1981), österreichische SchauspielerinClaudia Kottal (* 1981)

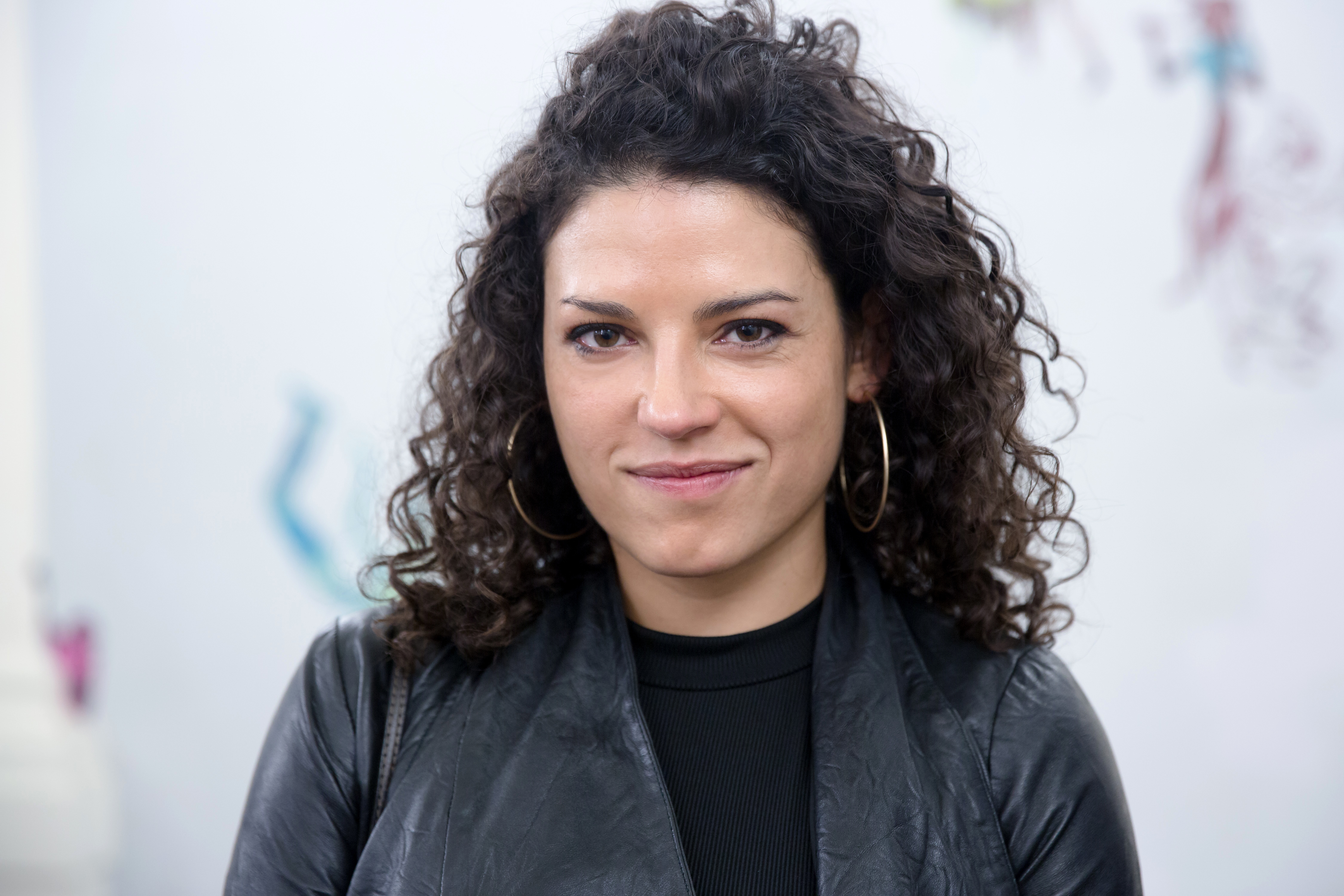
Claudia Kottal (* 1981)

- Kottan, Daniel (* 1989), österreichischer Handballspieler
- Kottán, György (1946–2023), ungarischer Fußballspieler
- Kottannerin, Helene, königliche Kammerfrau und Schriftstellerin
- Kottarakkara, K. P. († 2006), indischer Schauspieler, Drehbuchautor und Filmproduzent
- Kottaras, George (* 1983), kanadischer Baseballspieler
- Kottas, Alfred (1885–1969), deutscher Kapitän und Polarforscher
- Kottas, Silvia (* 1949), deutsche Sängerin
- Kottas, Thomas (* 1996), griechischer Basketballspieler
- Kottayil, Asif (* 1985), indischer Fußballspieler
- Kotte, Anatol (* 1963), deutscher Fotograf, Künstler und Regisseur
- Kotte, Andreas (* 1955), deutscher Theaterwissenschaftler
- Kotte, Erich (1886–1961), deutscher Jurist, Präsident des Evangelisch-Lutherischen Landeskirchenamtes Sachsen
- Kotte, Eugen (* 1964), deutscher Historiker und Geschichtsdidaktiker
- Kotte, Gabriele (1949–2023), deutsche Drehbuchautorin und Dramaturgin
- Kotte, Günter (* 1949), deutscher Schriftsteller und Regisseur
- Kotte, Henner (1963–2024), deutscher Autor
- Kotte, Johannes (1908–1970), deutscher Maler und Grafiker
- Kotte, Peter (* 1954), deutscher FußballspielerPeter Kotte (* 1954)

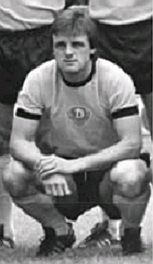
Peter Kotte (* 1954)

- Kotte, Walter (1893–1970), deutscher Phytopathologe
- Kotte, Werner (1931–2022), deutscher Militär, Konteradmiral der Volksmarine
- Kotte-Weidauer, Irmgard (1907–1992), deutsche Glasgestalterin
- Kotteder, Franz (* 1963), deutscher Journalist
- Kottek, Alfred (1906–1943), deutscher Politiker (NSDAP), MdR
- Kottek, Ferdinand (1874–1955), österreichischer Politiker (CSP), Landtagsabgeordneter
- Kottek, Franz (1922–2007), österreichischer Politiker (SPÖ), Abgeordneter zum Nationalrat
- Kottek, Hannes (1958–1994), österreichischer Jazzmusiker
- Kottek, Vera (1963–2015), österreichisch-schweizerische Tischtennisspielerin
- Köttel, Rolf (* 1938), deutscher Fußballspieler
- Kottelat, Maurice (* 1957), Schweizer Ichthyologe
- Köttelwesch, Clemens (1915–1988), deutscher Sprach- und Literaturwissenschaftler und wissenschaftlicher Bibliothekar
- Köttelwesch, Sabine (* 1943), deutsche Autorin und Bibliothekarin
- Kottenhahn, Karl (1910–1981), deutscher Politiker (SPD), MdL
- Kottenhahn, Volker, deutscher Jazzpianist
- Kottenkamp, Christoph (* 1971), deutscher Theater-, Kino- und Fernsehschauspieler
- Kottenkamp, Paul (1883–1968), deutscher Maler und Grafiker
- Kottenkamp, Walther (1889–1953), deutscher Schauspieler bei Bühne und Film
- Kottenrodt, Ulrich (1906–1984), deutscher Bildhauer
- Köttenstorfer, Hans (1911–1995), österreichischer Medailleur und Maler
- Kötter, Adelaide (1907–1943), deutsche römisch-katholische Ordensfrau, Missionarin und Märtyrin
- Kötter, Aleen Jana (* 1997), deutsche Schauspielerin
- Kötter, Andrea (* 1964), deutsche Politikerin (SPD), MdL
- Kotter, Christoph (1585–1647), schlesischer Visionär
- Kotter, Claudia (1980–2011), deutsche Aktivistin und Autorin
- Kötter, Eduard (1863–1924), preußischer Verwaltungsjurist, Landrat und Direktor des Oberversicherungsamtes
- Kötter, Eleonore (1932–2017), deutsche Malerin und Grafikerin
- Kötter, Ernst (1859–1922), deutscher Mathematiker
- Kötter, Fritz (1857–1912), deutscher Bauingenieur und Hochschullehrer
- Kotter, Hans (1480–1541), deutscher Komponist und Organist
- Kotter, Hans (* 1966), deutscher Künstler
- Kötter, Herbert (1916–2003), deutscher Agrarsoziologe und Hochschullehrer
- Kötter, Ingrid (* 1934), deutsche Kinder- und Jugendbuchautorin
- Kotter, John P. (* 1947), US-amerikanischer WirtschaftswissenschaftlerJohn P. Kotter (* 1947)

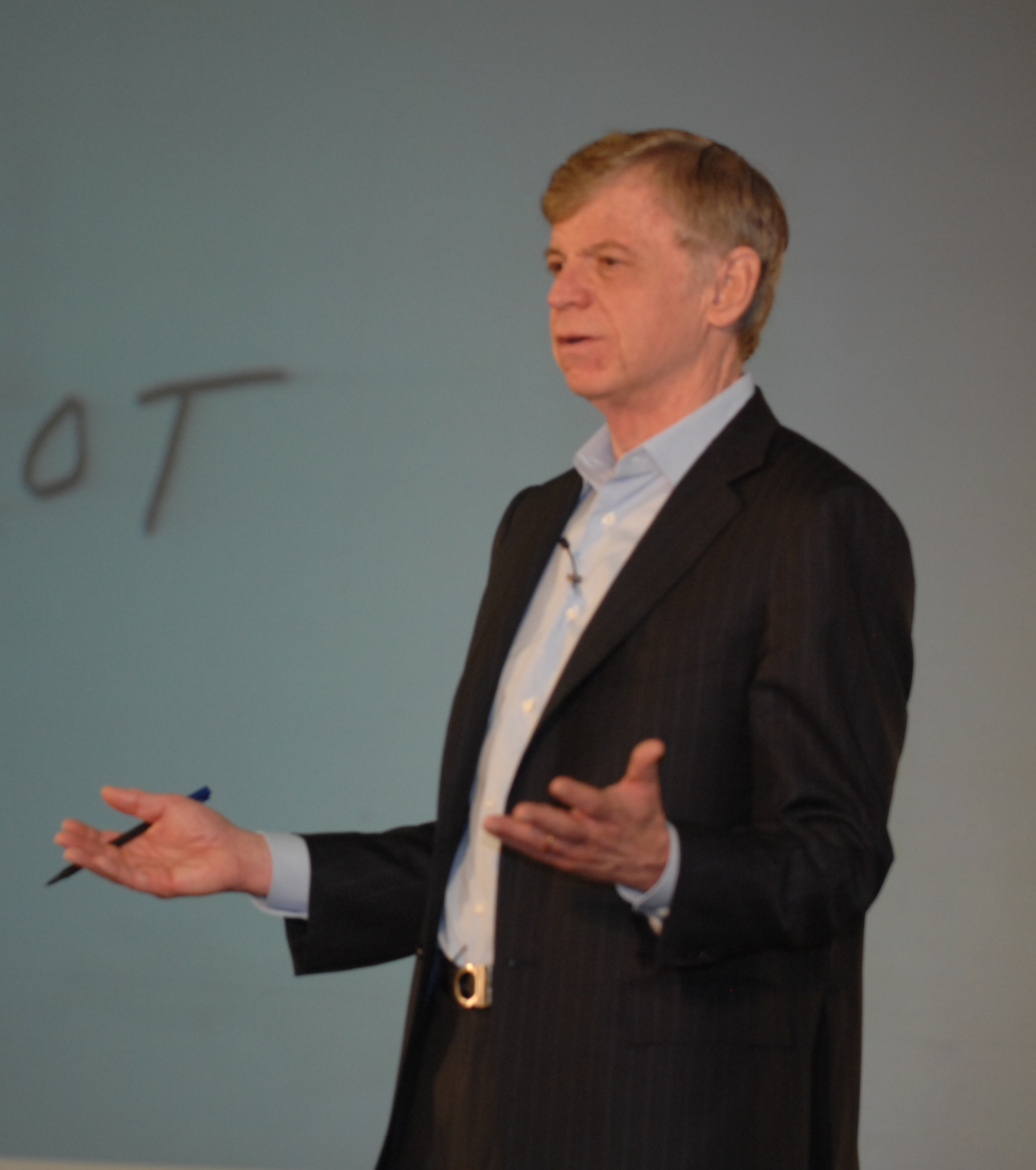
John P. Kotter (* 1947)

- Kotter, Klaus (1934–2010), deutscher Steuerberater und Sportfunktionär
- Kotter, Ludwig (1920–2012), deutscher Tierarzt
- Kötter, Ludwig (1926–2019), deutscher Psychologe
- Kotter, Ludwig (* 1929), deutscher Kommunalpolitiker (CSU)
- Kötter, Manfred (1936–2023), deutscher Springreiter und Trainer
- Kötter, Ralf (1963–2009), deutscher Elektrotechniker
- Kötter, Rouven (* 1979), deutscher Politiker (SPD)
- Kotter, Ton (1906–1991), niederländischer Komponist und Dirigent
- Kotterba, Horst (* 1955), deutscher Schauspieler
- Kotterba, Jörg (* 1950), deutscher Journalist und Autor
- Köttering, Martin (* 1964), deutscher Hochschullehrer und Präsident der Hochschule für bildende Künste Hamburg
- Kötteritz, August Friedrich von (1614–1668), Kurfürstlich Brandenburgischer Kammerjuncker, Obristwachtmeister der Infanterie sowie Herr auf Schloss Frohburg
- Kötteritz, Sebastian Friedrich von (1623–1666), deutscher Oberlanddrost in oldenburgischen Diensten
- Kötteritz, Wolf von (1516–1575), deutscher Jurist und Politiker
- Kötteritzsch, Fritz (1935–1964), deutscher Söldner im Kongo
- Kötters, Raphael (* 2001), belgischer Handballspieler
- Köttgen, Anna (* 1974), deutsche Medizinerin und Hochschullehrerin
- Köttgen, Arnold (1902–1967), deutscher Rechtswissenschaftler und Hochschullehrer
- Köttgen, Bernhard (1909–1999), deutscher Verwaltungsjurist und Offizier
- Köttgen, Carl (1871–1951), deutscher Elektroingenieur, Manager und Verbandsvertreter in der Elektroindustrie
- Köttgen, Emil (1875–1925), deutscher Kommunalpolitiker
- Köttgen, Heinrich (1911–1988), deutscher Geistlicher, Oberpfarrer in Düren
- Köttgen, Hermann (1909–1980), deutscher Jurist
- Köttgen, Max-Arnold (* 1958), deutscher Jurist und Manager
- Köttgen, Paul (1881–1956), deutscher Bodenkundler
- Köttgen, Rainer (* 1941), deutscher Jurist, Bremer Staatsrat
- Köttgen, Werner, deutscher Hörakustiker-Meister, Unternehmer und Funktionär
- Kotthaus, August (1884–1941), Maschinenbauingenieur und Geschäftsführer von Carl Zeiss Jena (1920–1941)
- Kotthaus, Eva (1932–2020), deutsche Film- und Bühnenschauspielerin
- Kotthaus, Heinz (1917–1972), deutscher Politiker (CDU) und Oberbürgermeister, Oberstudiendirektor
- Kotthaus, Jörg Peter (* 1944), deutscher Physiker und Hochschullehrer
- Kotthaus, Martin (* 1962), deutscher Diplomat
- Kotthaus, Peter (* 1964), deutscher Schauspieler in Theater, Film und Fernsehen
- Kotthoff, Helga (* 1953), germanistische Linguistin
- Kotthoff, Hermann (* 1943), deutscher Hochschullehrer, Professor für Soziologie
- Köttig, Friedrich August (1794–1864), Erfinder und Arkanist an der Königlichen Porzellanmanufaktur in Meißen
- Kötting, Bernd (1938–2019), deutscher Journalist
- Kötting, Bernhard (1910–1996), deutscher Kirchenhistoriker, Patrologe und Christlicher Archäologe
- Kötting, Ilse (1913–2007), deutsche Politikerin (KPD), MdL
- Kötting, Wilhelm (* 1953), deutscher Journalist
- Kotting-Uhl, Sylvia (* 1952), deutsche Politikerin (Bündnis 90/Die Grünen), MdBSylvia Kotting-Uhl (* 1952)

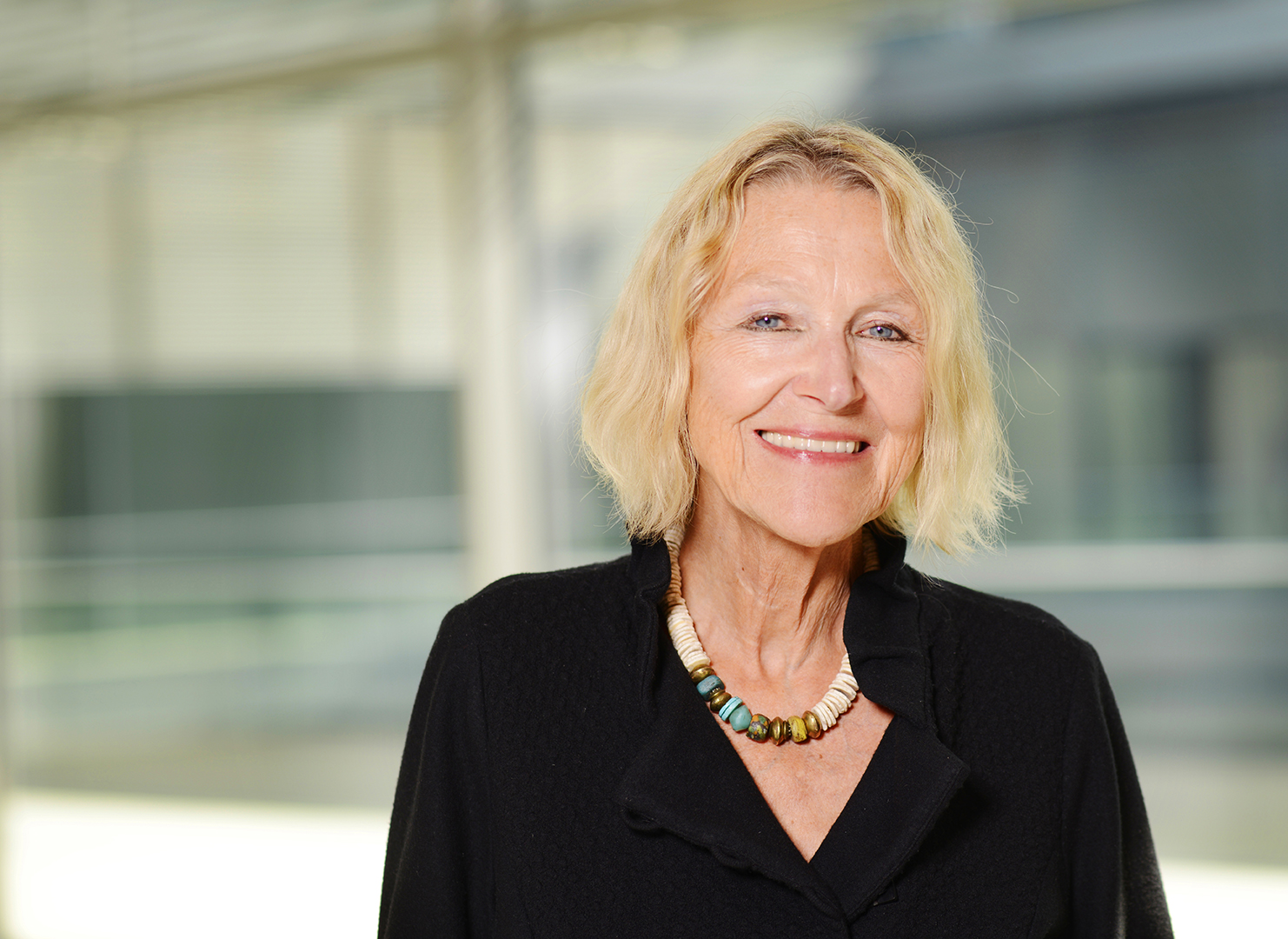
Sylvia Kotting-Uhl (* 1952)

- Kottisch, Andreas (* 1966), deutscher Politiker (SPD), MdBB
- Kottjé, Johannes, deutscher Architekt und Fachbuch-Autor
- Kottje, Raymund (1926–2013), deutscher Historiker und Kirchenhistoriker
- Kottkamp, Eckart (* 1939), deutscher Manager und Ingenieur
- Kottkamp, Hans (* 1963), deutscher Mediziner
- Kottkamp, Jeff (* 1960), US-amerikanischer Politiker
- Kottkamp, Steffen (* 1968), deutscher Fernsehjournalist
- Kottkamp, Volker (* 1943), deutscher Sportmoderator
- Kottke, Leo (* 1945), US-amerikanischer MusikerLeo Kottke (* 1945)

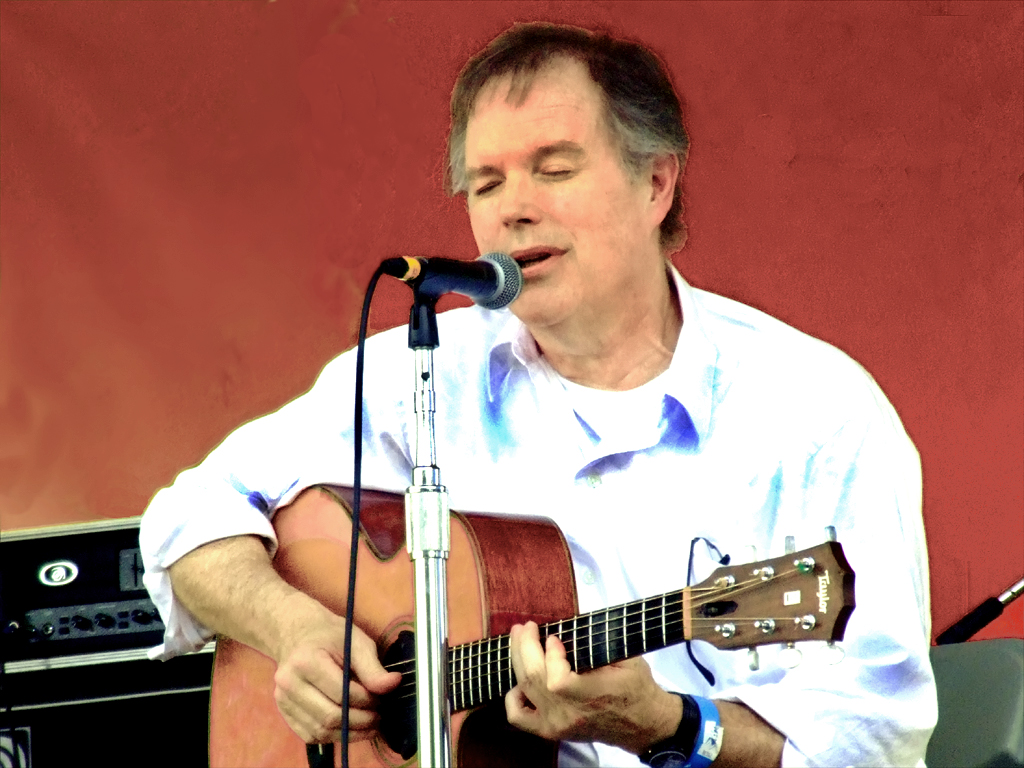
Leo Kottke (* 1945)

- Köttker, Ralf (* 1970), deutscher Sportjournalist und Mediendirektor des Deutschen Fußball-Bundes
- Kottler, Friedrich (1886–1965), österreichisch-amerikanischer Physiker
- Kottler, Moses (1896–1977), südafrikanischer Bildhauer, Maler und Zeichner
- Kottmann, Albrecht (1929–2014), deutscher Ingenieur
- Kottmann, Alois (1929–2021), deutscher Violinist, Musikpädagoge, Mäzen und Hochschullehrer
- Kottmann, Claus (* 1951), niederländischer Requisiteur, Filmarchitekt und Ausstatter
- Kottmann, Franz Jakob Anton (1783–1844), Schweizer Maler und Offizier
- Kottmann, Gottfried (1932–1964), Schweizer Ruderer und Bobfahrer
- Kottmann, Johann Karl (1776–1851), Schweizer Arzt
- Kottmann, Markus, Schweizer Skeletonsportler
- Kottmann, Max (1867–1948), deutscher Priester und Generalvikar
- Kottmann, Mirjam (* 1974), deutsche Journalistin, Hörfunk- und Fernsehmoderatorin
- Kottmann, Volker (1937–2016), deutscher Fußballtrainer
- Kottmeier, Adolf (1822–1905), deutscher evangelisch-lutherischer Pastor
- Kottmeier, Adolph Georg (1768–1842), deutscher Theologe
- Kottmeier, Catharina (* 1967), deutsche Schauspielerin und Hörspielsprecherin
- Kottmeier, Christoph (* 1952), deutscher Meteorologe, Polar- und Klimaforscher
- Kottmeier, Elisabeth (1902–1983), deutsche Schriftstellerin und Übersetzerin
- Kottmeier, Klaus (1933–2024), deutscher Verleger und Verlagschef des Deutschen Fachverlags
- Kottmeier, Maria, deutsche Kinderdarstellerin
- Kottmüller, Emeran (1825–1905), deutscher Bierbrauer und Politiker (LRP), MdR
- Kottnauer, Cenek (1910–1996), tschechisch-britischer Schachspieler
- Köttner-Benigni, Klara (1928–2015), österreichische Schriftstellerin, Publizistin und Naturschützerin
- Kottnik, Klaus-Dieter (* 1952), deutscher evangelischer Theologe
- Köttnitz, Paul (1875–1954), deutscher Regierungsrat
- Kotto, Yaphet (1939–2021), US-amerikanischer SchauspielerYaphet Kotto (1939–2021)

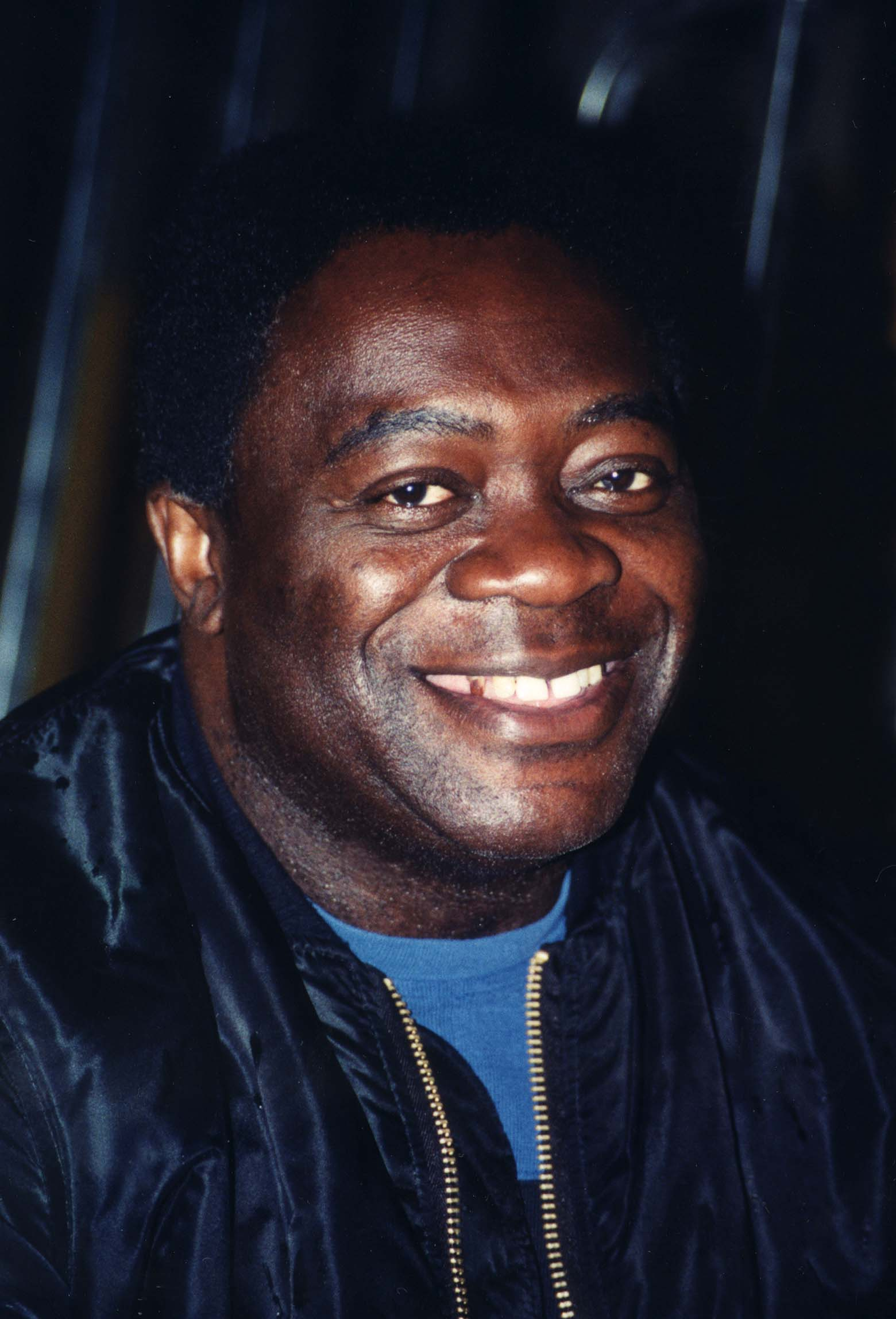
Yaphet Kotto (1939–2021)

- Köttstorfer, Georg-Rainer (* 1981), deutscher Eishockeyspieler
- Köttstorfer, Nikolas (* 1979), deutscher Eishockeyspieler
- Kottulinsky, Adalbert (1847–1904), österreichischer Politiker
- Kottulinsky, Freddy (1932–2010), schwedischer Renn- und Rallyefahrer
- Kottulinsky, Hans (1913–1984), österreichischer Landwirt und Politiker (ÖVP), Abgeordneter zum Nationalrat
- Kottulinsky, Johann George von, preußischer Landrat
- Kottulinsky, Kunata (1914–2004), österreichischer Manager und Verbandsfunktionär
- Kottulinsky, Maria Anna (1707–1788), Fürstin von Liechtenstein
- Kottwitz, Almut (* 1952), deutsche Ingenieurin, Ministerialbeamtin und Politikerin (Bündnis 90/Die Grünen), MdB
- Kottwitz, Friedrich Gottlob von (1733–1790), preußischer Land- und Justizrat
- Kottwitz, Hans Ernst von (1757–1843), deutscher Philanthrop
- Kottwitz, Hugo von (1815–1897), preußischer General der Infanterie
- Kottwitz, Karl Wilhelm von (1718–1788), preußischer Oberst
- Kottwitz, Paul (1913–1983), deutscher Bergmann
- Kottwitz, Robert (* 1950), US-amerikanischer Mathematiker
- Kottwitz, Wolf Dietrich von (1889–1969), deutscher Verwaltungsjurist
- Kottysch, Dieter (1943–2017), deutscher Mittelgewichtsboxer

### Kotu
- Kotu, Tolossa (* 1952), äthiopischer Langstreckenläufer
- Kotuk, Richard (1942–1998), US-amerikanischer Journalist, Filmregisseur und Filmproduzent
- Kotula, Jozef (* 1976), slowakischer Fußballspieler
- Kotula, Karol (1884–1968), polnischer lutherischer Geistlicher und Bischof der Evangelisch-Augsburgischen Kirche in Polen
- Kotula, Katarzyna (* 1977), polnische Politikerin, Anglistin und Feministin
- Kotulan, Rudolf (1906–1967), deutscher Politiker (KPD/SED), Widerstandskämpfer und Polizeifunktionär
- Kotůlek, Martin (* 1969), tschechischer Fußballspieler
- Kotuljac, Aleksandar (* 1981), deutscher Fußballspieler
- Kotulla, Albert (1925–1987), deutscher Politiker (CDU der DDR)
- Kotulla, Liane (1939–2019), deutsche Gebrauchsgrafikerin und Illustratorin
- Kotulla, Michael (* 1960), deutscher Rechtswissenschaftler
- Kotulla, Robert (* 1968), deutscher Schauspieler und Sprecher
- Kotulla, Theodor (1928–2001), deutscher Regisseur, Drehbuchautor
- Kotulskaja, Jelena Wladimirowna (* 1988), russische Mittelstreckenläuferin
- Kotulski, Wladimir Klimentjewitsch (1879–1951), russisch-sowjetischer Geologe und Hochschullehrer
- Koturović, Dejan (* 1972), jugoslawischer Basketballspieler
- Kotut, Jackson Kipkoech (* 1988), kenianischer Marathonläufer

### Kotv
- Kotva, Václav (1922–2004), tschechischer Schauspieler
- Kotvald, Petr (* 1959), tschechischer Sänger

### Kotw
- Kotwica, Petri (* 1964), finnischer Filmregisseur und Drehbuchautor
- Kotwick, Mirjam E. (* 1984), deutsche Klassische Philologin und Philosophiehistorikerin
- Kotwiła, Martyna (* 1999), polnische Sprinterin
- Kotwitsch, Wladislaw Ludwigowitsch (1872–1944), russischer Mongolist, Altaist und Hochschullehrer

### Koty
- Kotyk, Ken (* 1981), kanadischer Bobsportler
- Kotyk, Seamus (* 1980), kanadischer Eishockeytorwart und -trainer
- Kotyk, Tereza (* 1979), tschechisch-österreichische Filmregisseurin, Autorin und Kuratorin
- Kotynek, Martin (* 1983), österreichischer Journalist
- Kotynski, Bernhard (* 1990), österreichischer Fußballspieler
- Kotys I. († 360 v. Chr.), König der Odrysen
- Kotys VIII., König der Odrysen und Sapäer
- Kotys, Ryszard (1932–2021), polnischer Schauspieler
- Kotysch, Sascha (* 1988), deutscher Fußballspieler
- Kotyza, Daniel (* 2000), tschechischer Mittelstreckenläufer
- Kotyza, Oldřich (* 1994), tschechischer Grasskiläufer
- Kotyzová, Magdaléna (* 1997), tschechische Grasskiläuferin

### Kotz
- Kotz von Dobrz, Wolfgang (1890–1957), österreichischer Rechtswissenschaftler und Archivar
- Kötz, Arthur (1871–1944), deutscher Chemiker
- Kotz, Daniel (1852–1906), österreichischer Postmeister, Hotelier und Politiker, Landtagsabgeordneter
- Kotz, Dorothy (* 1944), australische Politikerin (Liberal Party)
- Kotz, Emmanuel (1604–1665), Stadtkommandant der Hessen-Kasseler Festungen
- Kötz, Hein (* 1935), deutscher Jurist und Richter
- Kötz, Michael (* 1951), deutscher Kulturmanager, Filmkritiker und Filmemacher
- Kotz, Rainer (* 1941), österreichischer Orthopäde und Hochschullehrer
- Kotz, Samuel (1930–2010), US-amerikanischer Statistiker
- Kotz, Walter (* 1911), deutscher Fußballspieler
- Kotzab, Herbert (* 1965), österreichischer Logistikwissenschaftler
- Kotzabassi, Sofia (* 1962), griechische Byzantinistin
- Kotzan, Lisa-Sophie (* 1996), deutsche Volleyball- und BeachvolleyballspielerinLisa-Sophie Kotzan (* 1996)

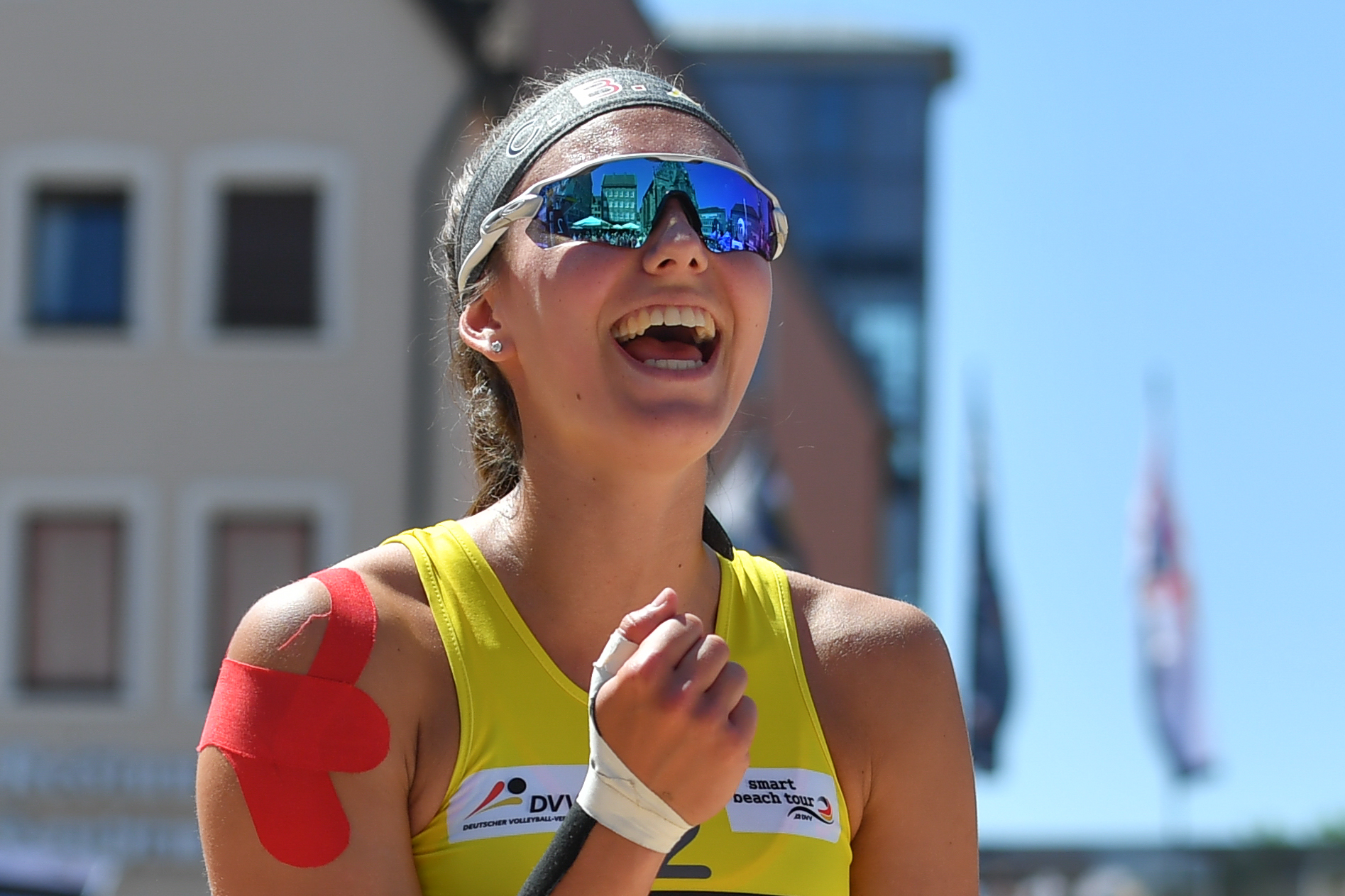
Lisa-Sophie Kotzan (* 1996)

- Kotzau, Beringer von († 1575), brandenburg-kulmbachischer Amtmann
- Kotzau, Georg Wolf von († 1560), Reichsritter, Amtmann
- Kotzau, Hans von, Amtmann und Hofmeister
- Kotzau, Hektor von (1577–1619), Domherr von Bamberg und Würzburg, Geheimer Rat, Apostolischer Protonotar
- Kotzde-Kottenrodt, Wilhelm (1878–1948), deutscher Lehrer, Schriftsteller und Publizist
- Kotze, Gebhard von (1808–1893), preußischer Generalleutnant
- Kotze, Gustav von (1806–1880), preußischer Generalleutnant
- Kotze, Hans Gebhard von (1889–1942), deutscher Generalleutnant
- Kotze, Hans Ludolf von (1876–1952), deutscher Verwaltungsbeamter
- Kotze, Hans Peter von (1873–1915), deutscher Verwaltungsbeamter
- Kotze, Hans Ulrich von (1891–1941), deutscher Offizier und Diplomat
- Kotze, Hans Wilhelm von (1802–1885), preußischer Beamter, Regierungspräsident von Köslin (1864–1866) und Erfurt (1867–1874)
- Kotze, Hermann von (1851–1925), preußischer Generalleutnant
- Kotze, Jacob (1590–1606), deutscher adeliger Student
- Kotze, John von (1928–1986), britischer Kameramann und Fernsehregisseur deutscher Herkunft
- Kotze, Leberecht von (1850–1920), preußischer Kammerherr und Hofzeremonienmeister Wilhelms II.
- Kotze, Stefan von (1869–1909), Kolonialschriftsteller
- Kotzé, Theuns (* 1987), namibischer Rugbyspieler
- Kotzebue, Alexander von (1815–1889), deutsch-russischer Schlachtenmaler der Romantik
- Kotzebue, August von (1761–1819), deutscher DramatikerAugust von Kotzebue (1761–1819)

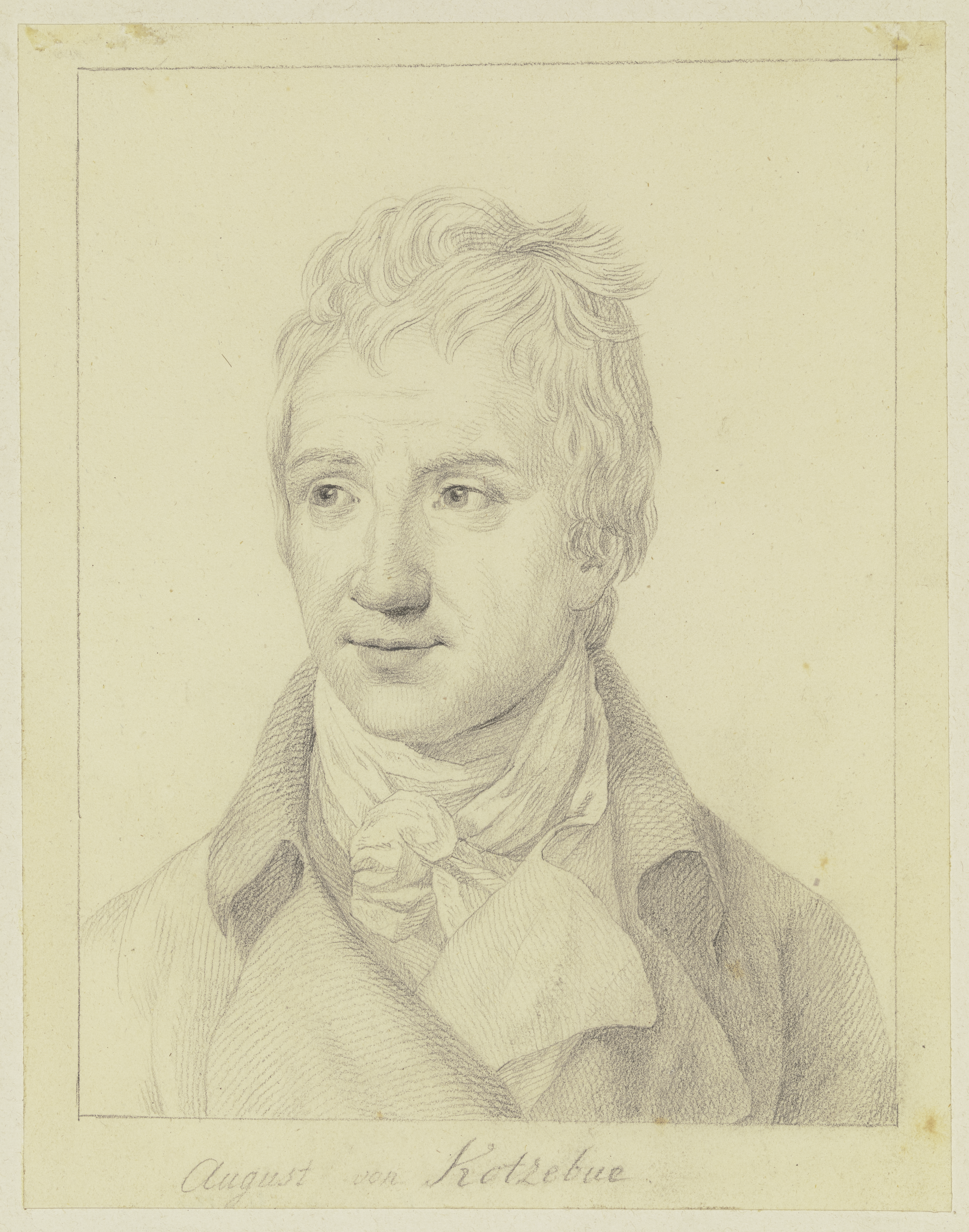
August von Kotzebue (1761–1819)

- Kotzebue, Carl Jacob, deutscher Befreiungskämpfer und Verwaltungsjurist im Königreich Hannover
- Kotzebue, Christian Ludwig (1661–1706), kurfürstlich hannoverscher Hof- und Leibmedicus, Historiker und Genealoge
- Kotzebue, Christine (1736–1828), Mutter von August von Kotzebue; Krüger, Anna Christina (Geburtsname)
- Kotzebue, Johann (1616–1677), deutscher evangelisch-lutherischer Theologe und Abt des Klosters Loccum
- Kotzebue, Levin Karl Christian (1727–1761), sachsen-weimarer Diplomat
- Kotzebue, Moritz von (1789–1861), russischer Generalleutnant und Schriftsteller
- Kotzebue, Otto von (1787–1846), deutschbaltischer Entdecker und Offizier der Russischen Marine
- Kotzebue, Otto von (1936–2022), deutscher Architekt und Maler
- Kotzebue, Paul Demetrius von (1801–1884), russischer General
- Kotzebue, Wilhelm von (1813–1887), deutschbaltischer Diplomat und Schriftsteller
- Kotzebue-Pilar von Pilchau, Theodor (1848–1911), russischer Generalleutnant
- Kotzegger, Dominik (* 2000), österreichischer Fußballspieler
- Kotzen, Richie (* 1970), US-amerikanischer Gitarrist und SängerRichie Kotzen (* 1970)

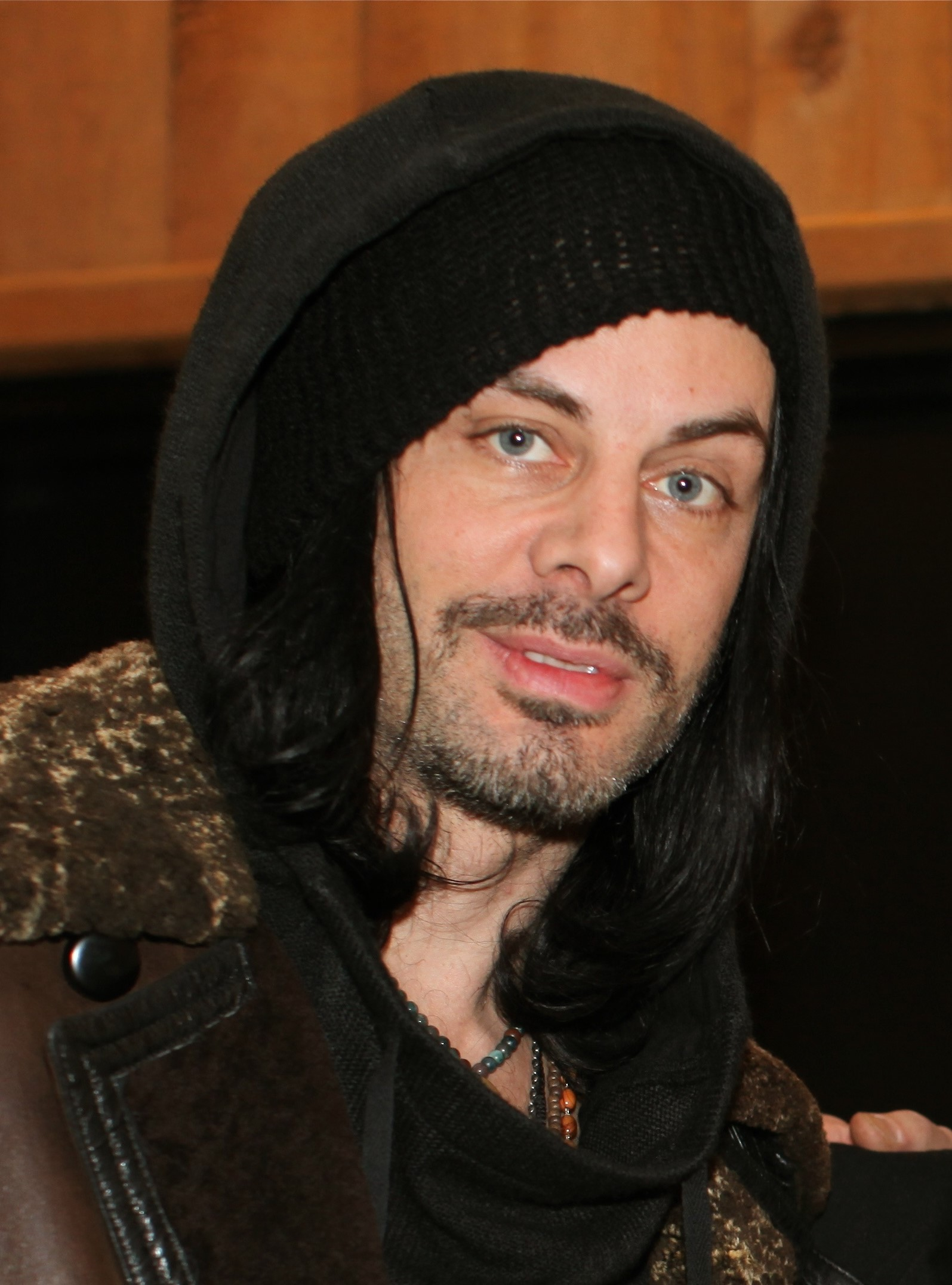
Richie Kotzen (* 1970)

- Kotzenberg, Heinrich Wilhelm August (1813–1881), deutscher Schriftsteller, Dichter und Archivar
- Kotzenberg, Karl (1866–1940), deutscher Kaufmann und Mäzen
- Kotzenberg, Wilhelm (1873–1940), deutscher Chirurg
- Kotzeva, Mariana (* 1967), bulgarische Wirtschaftsstatistikerin und EU-Beamtin
- Kotzia, Paraskevi (1951–2013), griechische Philosophiehistorikerin
- Kotzian, Agostino (1792–1878), österreichischer Unternehmer
- Kotzian, Ditte (* 1979), deutsche Wasserspringerin
- Kotzian, Josef Maria (1856–1917), österreich-ungarischer Musiker, Hofkapellmeister in Hannover
- Kotzias, Nikos (* 1950), griechischer Politologe und Politiker
- Kotzig, Anton (1919–1991), tschechoslowakisch-kanadischer Mathematiker
- Kotzina, Vinzenz (1908–1988), österreichischer Politiker (ÖVP), Abgeordneter zum Nationalrat
- Kötzing, Andreas (* 1978), deutscher Historiker
- Kotzke, Franz (1868–1931), deutscher Politiker (SPD), MdR
- Kotzke, Jonatan (* 1990), deutscher Fußballspieler
- Kotzky, Alex (1923–1996), US-amerikanischer Comiczeichner
- Kötzle, Alfred (* 1946), deutscher Ökonom und Hochschullehrer
- Kötzler, Valentin (1499–1564), deutscher Rechtsgelehrter
- Kotzmanek, Stephan (1893–1969), österreichischer Politiker (ÖVP), Landtagsabgeordneter im Burgenland
- Kotzmann, Klaus (* 1960), deutscher Florettfechter
- Kotzmann, Leopold (1884–1945), österreichischer Politiker
- Kotzmann, Wolfgang (* 1969), österreichischer Radsportler
- Kotzolt, Heinrich (1814–1881), deutscher Sänger (Bass) im Berliner Domchor, Königlich Preußischer Musikdirektor
- Kotzsch, August (1836–1910), deutscher Fotograf
- Kotzsch, Hans (1901–1950), deutscher Naturalienhändler und Entomologe
- Kötzsch, Kurt (1907–1982), deutscher Politiker (SPD), MdL
- Kötzschau, Emanuel Friedrich von (1666–1736), deutscher Hof- und Verwaltungsbeamter in dänischen Diensten
- Kötzsche, Dietrich (1930–2008), deutscher Kunsthistoriker
- Kötzsche, Lieselotte (1935–2022), deutsche Kunsthistorikerin und Christliche Archäologin
- Kötzschke, Hermann (1862–1943), deutscher Theologe und Journalist
- Kötzschke, Paul Richard (1869–1945), deutscher Historiker
- Kötzschke, Rudolf (1867–1949), deutscher Historiker
- Kotzur, Hans-Jürgen (* 1946), deutscher Kunsthistoriker und Denkmalpfleger
- Kotzur, Juliane (* 1992), deutsche Schauspielerin
- Kotzur, Markus (* 1968), deutscher Rechtswissenschaftler
- Kotzur, Theodor (1883–1953), deutscher Gewerkschafter und Politiker (SPD, SED), MdR, MdV
- Kotzwinkle, William (* 1943), amerikanischer Schriftsteller